# Montbouy
Montbouy est une commune française, située dans le département du Loiret en région Centre-Val de Loire.

## Géographie

### Localisation et communes limitrophes

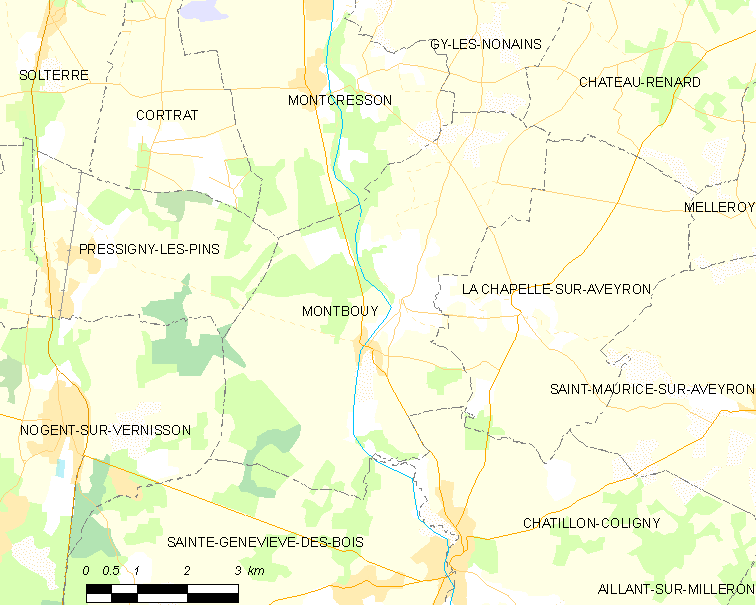
Carte de la commune de Montbouy et des communes limitrophes.

La commune de Montbouy se trouve à l'extrême est du département du Loiret, dans la région agricole du Gâtinais pauvre. À vol d'oiseau, elle se situe à 68,1 km  d'Orléans, préfecture du département, à 16,1 km de Montargis, sous-préfecture, et à 5,0 km de Châtillon-Coligny, ancien chef-lieu du canton dont dépendait la commune avant mars 2015. La commune fait partie du bassin de vie de Châtillon-Coligny.
Les communes les plus proches sont : La Chapelle-sur-Aveyron (3,3 km), Sainte-Geneviève-des-Bois (4,8 km), Montcresson (5 km), Châtillon-Coligny (5 km), Pressigny-les-Pins (5,5 km), Cortrat (5,5 km), Nogent-sur-Vernisson (6,1 km), Solterre (7,5 km), Saint-Maurice-sur-Aveyron (8,1 km), Ouzouer-des-Champs (8,7 km), Gy-les-Nonains (9,6 km) et Château-Renard (11,3 km).

### Lieux-dits et écarts
Les lieux-dits suivis d'une astérisque sont situés à l'écart de la route indiquée.
A
- Les Arnoults,                  rte de Gy

B
- Bellevue,                     chemin de Bellevue
- Bennes,                        rte de Sainte-Geneviève
- Les Bézits,                    rte de Gy
- Boisrecourt*,                  chemin de la Nivelle
- La Borde,                      rte de Sainte-Geneviève
- Les Brangers,                  rte de Sainte-Geneviève
- La Brière,                     chemin du Tertre
- Les Bourreliers,               rte de Gy

C
- Champault*,                    D 317 La Chapelle - Montcresson (rte secondaire vers Château-Renard)
- Les Cerfs,                     rte de Gy
- La Chaume,                     rte de Gy
- Chenevières,                   rte de Montcresson (D 93)
- Les Clefs*,                    rte de Gy
- Craon,                         rte de Montcresson (D 93)

D
- Les Ducs*,                     D 317 La Chapelle - Montcresson (rte secondaire vers Château-Renard)

F
- Le Fourneau*,                  rte de Sainte-Geneviève

G
- Les Giraults,                  rte de Nogent (D 135)
- Les Guindreaux*,               rte de La Chapelle

L
- Lieu Renard,                   ancienne rte de Saint-Maurice
- Les Lombards,                  rte de Gy
- Les Lorrains,                  chemin de Bellevue

M
- La Maison Bleue,               rte de La Chapelle
- Marchaison,                    rte de Gy
- Le Moulin Noir,                chemin de halage du canal
- Mousseaux (moulin de -),   chemin du Tertre
- Mousseaux (château de -),  chemin du Tertre

N
- La Nivelle,                    chemin de la Nivelle

P
- Les Perthuiseaux*,             transversale de D 93 rte de Montcresson à D 317 La Chapelle - Montcresson
- Les Petits Bois*,              D 317 La Chapelle - Montcresson (rte secondaire vers Château-Renard)
- Le Pontmonvin*,                transversale de D 93 rte de Montcresson à D 317 La Chapelle - Montcresson
- Pourilly,                      rte de Gy

S
- Les Sablons,                   rte de Gy
- Salleneuve (château de -), rte de Montcresson (D 93)
- Salleneuve (ferme de -),   rte de Montcresson (D 93)

T
- Le Tertre,                     rte de Châtillon (D 93)

### Géologie et relief

#### Géologie
La commune se situe dans le sud du Bassin parisien, le plus grand des trois bassins sédimentaires français. Cette vaste dépression, occupée dans le passé par des mers peu profondes et des lacs, a été comblée, au fur et à mesure que son socle s’affaissait, par des sables et des argiles, issus de l’érosion des reliefs alentour, ainsi que des calcaires d’origine biologique, formant ainsi une succession de couches géologiques.
Les couches affleurantes sur le territoire communal sont constituées de formations superficielles du Quaternaire et de roches sédimentaires datant du Cénozoïque, l'ère géologique la plus récente sur l'échelle des temps géologiques, débutant il y a 66 millions d'années, et du Mésozoïque, anciennement appelé Ère secondaire, qui s'étend de −252,2 à −66,0 Ma. La formation la plus ancienne est de la craie blanche à silex remontant à la période crétacée. La formation la plus récente est des alluvions récentes des lits mineurs remontant à l’époque holocène de la période quaternaire. Le descriptif de ces couches est détaillé dans  les feuilles « n°365 - Montargis » et « n°400 - Châtillon-Coligny » de la carte géologique au 1/50 000ème du département du Loiret, et leurs notices associées,.

Carte géologique de la commune.

|  | Fz : | alluvions récentes des lits mineurs, Holocène                     |
|  | FC : | alluvions et colluvions du fond des vallées secondaires, Holocène |

|  | Fu :  | alluvions de très haute terrasse de la Loire ('-pré-Loing'-), Pléistocène (Villafranchien), terrasse +40 m |
|  | qOE : | Limons et Loess, Quaternaire                                                                               |

|  | g1CEt : | calcaire d'Étampes, Stampien supérieur |

|  | e4PN : | poudingue de Nemours, Paléocène-Éocène inférieur |

|  | e1-4Rc : | complexe argilo-sableux à silex = argiles à silex, Paléocène-Éocène inférieur |

|  | c4Cr : | craie blanche à silex, Santonien |
|  | c3Cr : | craie blanche à silex, Coniacien |

#### Relief
La superficie cadastrale de la commune publiée par l’Insee, qui sert de références dans toutes les statistiques, est de 26,73 km2,. La superficie géographique, issue de la BD Topo, composante du Référentiel à grande échelle produit par l'IGN, est quant à elle de 26,68 km2. L'altitude du territoire varie entre 102 m et 154 m.

### Hydrographie
Montbouy est traversée par un affluent de la Seine, le Loing, par la rivière Aveyron qui se jette dans le Loing sur le territoire de la commune à environ 3 km en aval de Montbouy, par le ru Simon et par le canal de Briare.

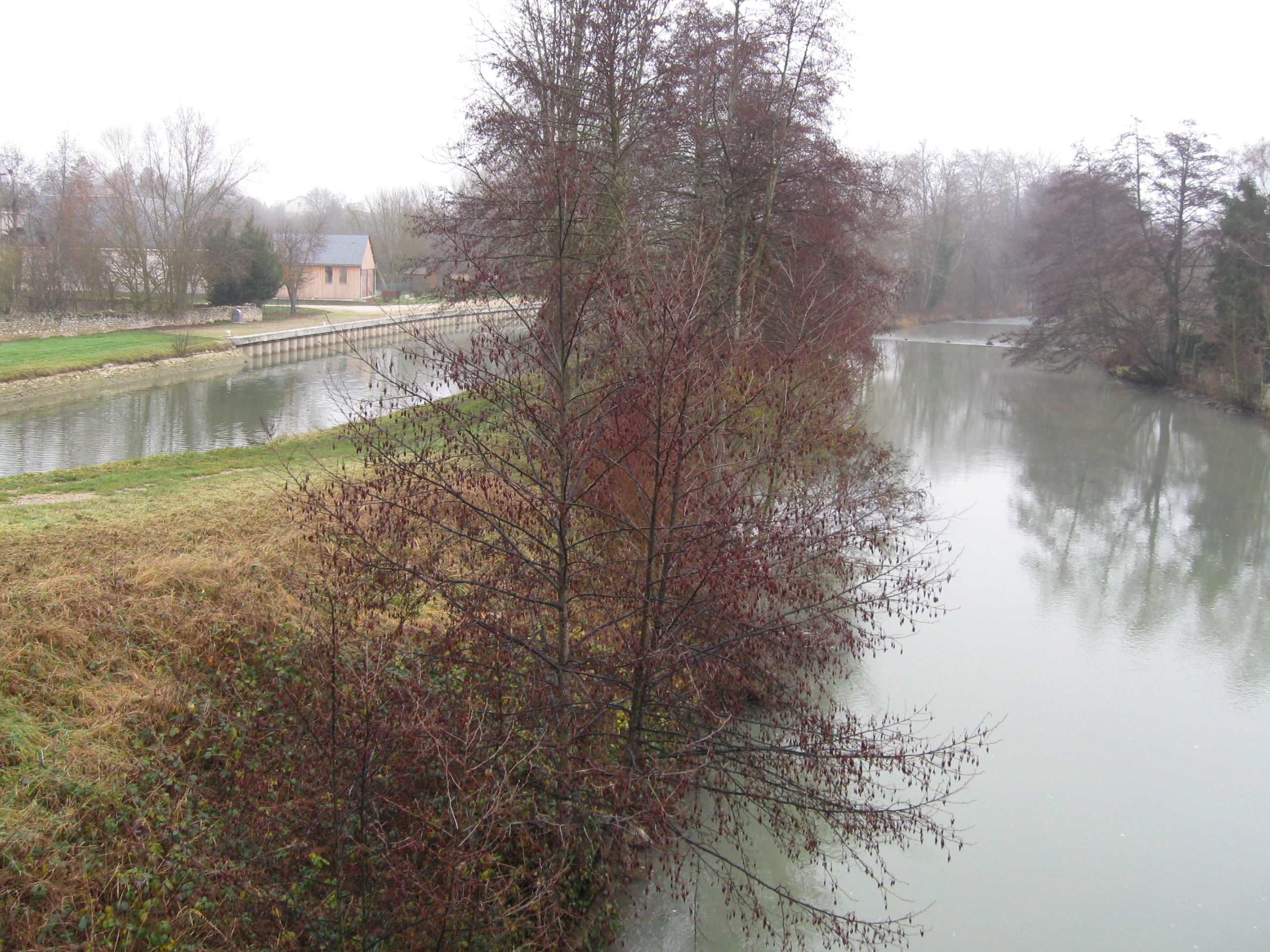
Le Loing à droite, canal de Briare à gauche. En aval du pont de Salles sur la route de Châtillon.
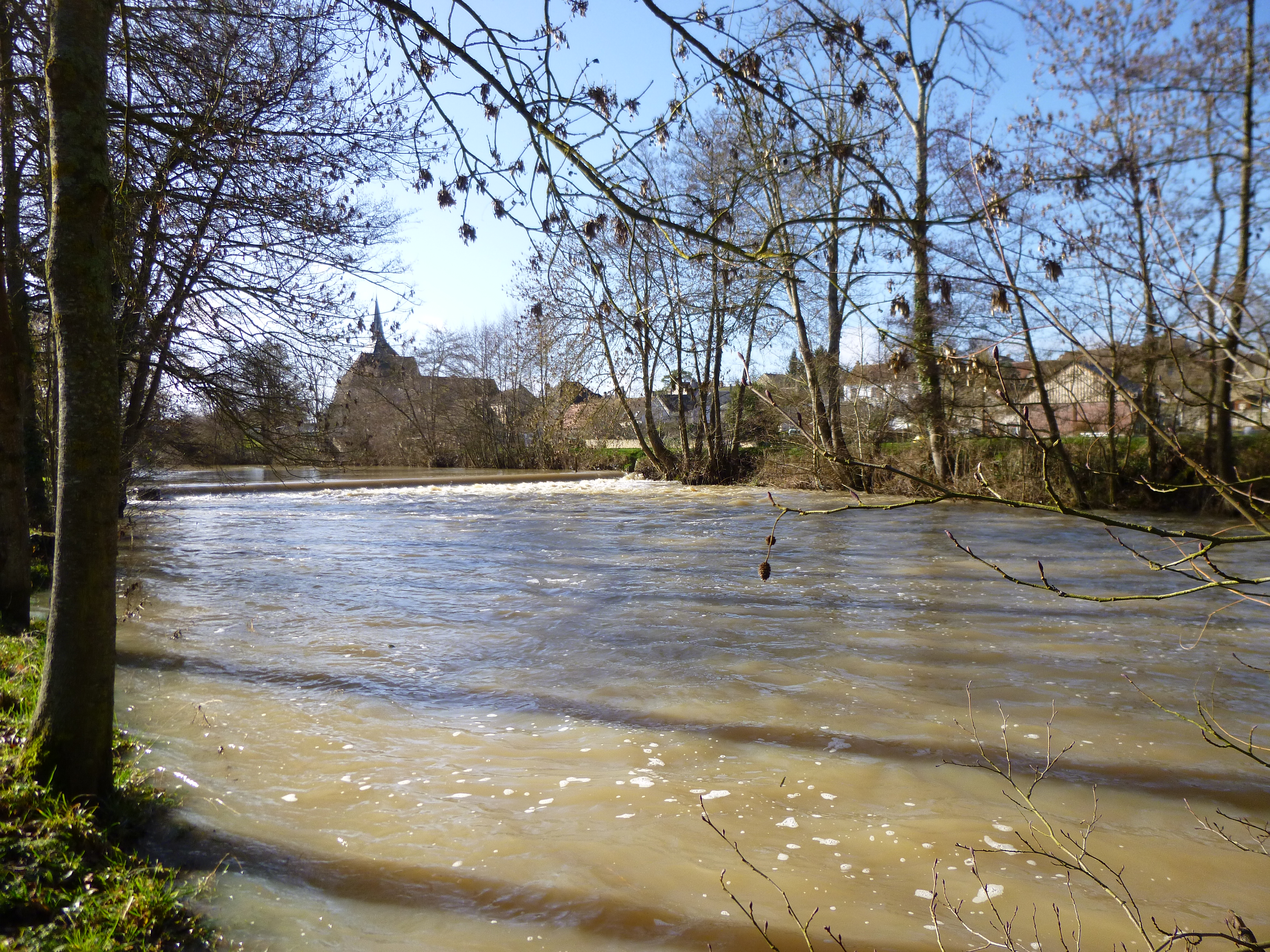
Le Loing vers l'amont, vu du terrain de camping. Le canal de Briare est juste derrière la levée sur la rive opposée.

Le ru Simon, qui prend naissance à l'étang des Bruns sur la commune d'Aillant-sur-Milleron, forme la limite de communes entre Montbouy et La Chapelle puis se jette dans le Loing en rive droite sur la commune de Montbouy à la hauteur des Lorrains. Son cours est long d'environ 10,2 km.

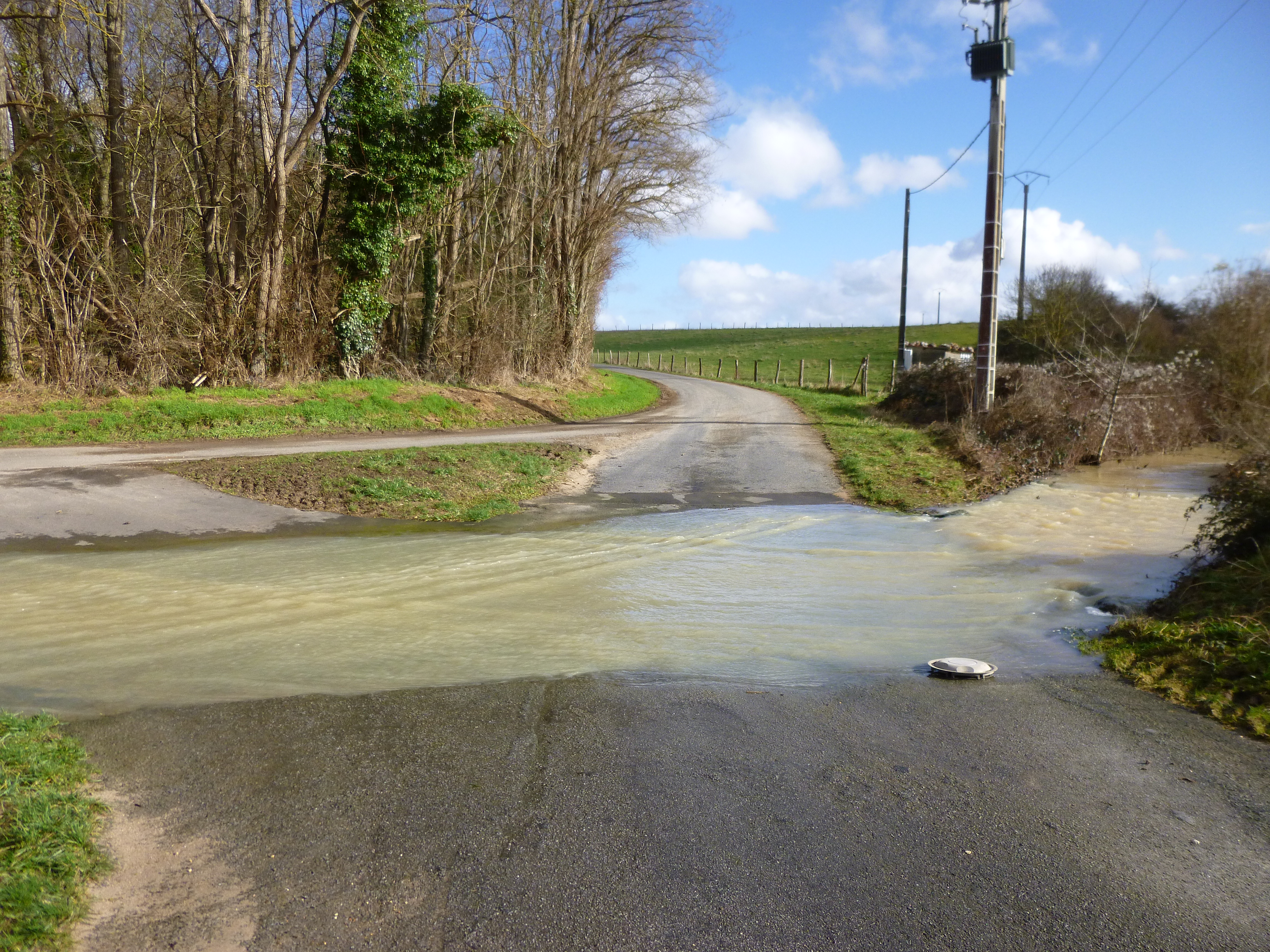
Gué de la Tuilerie sur le ru Simon.
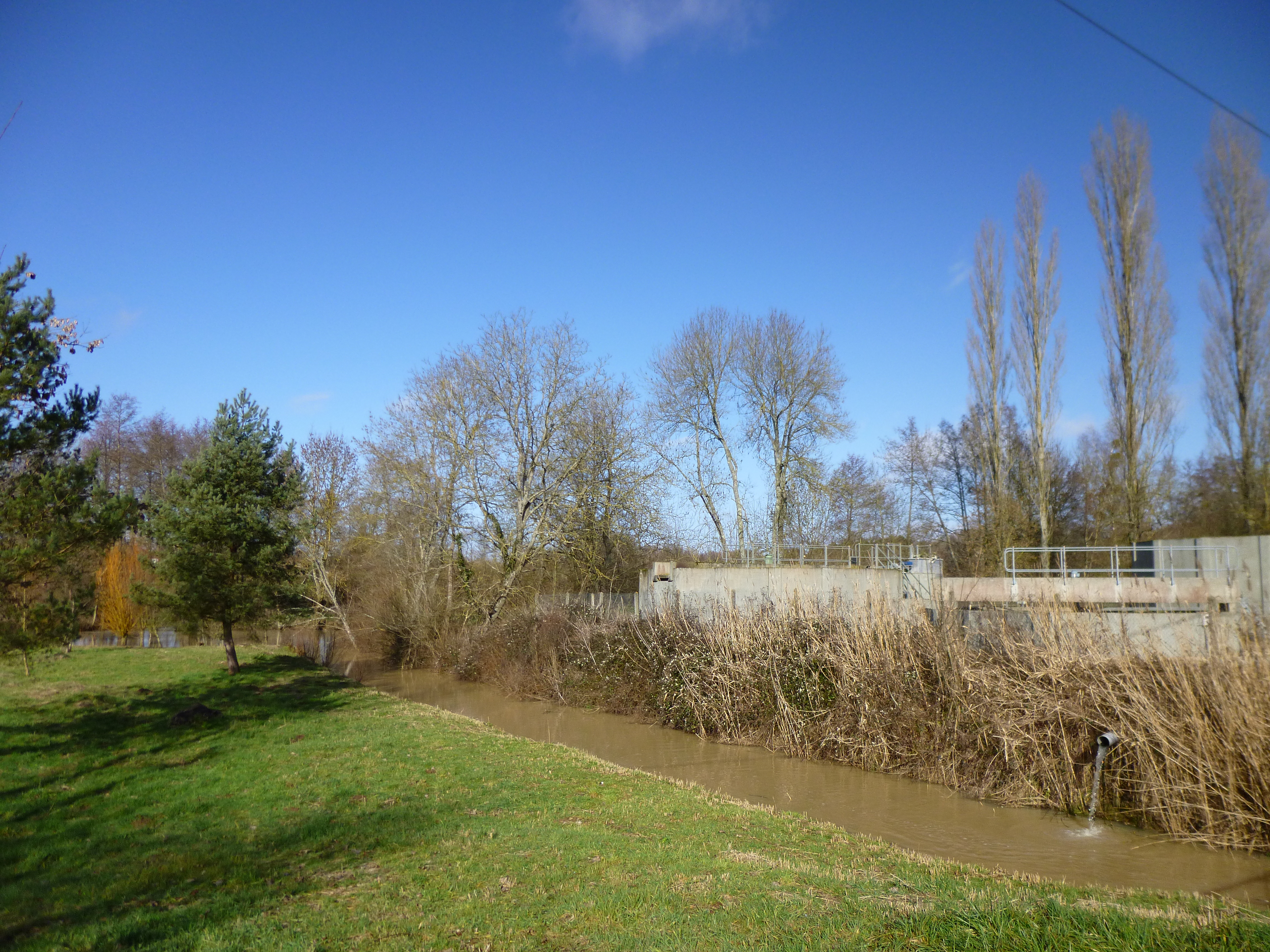
Le ru Simon à la station d'épuration des Lorrains.
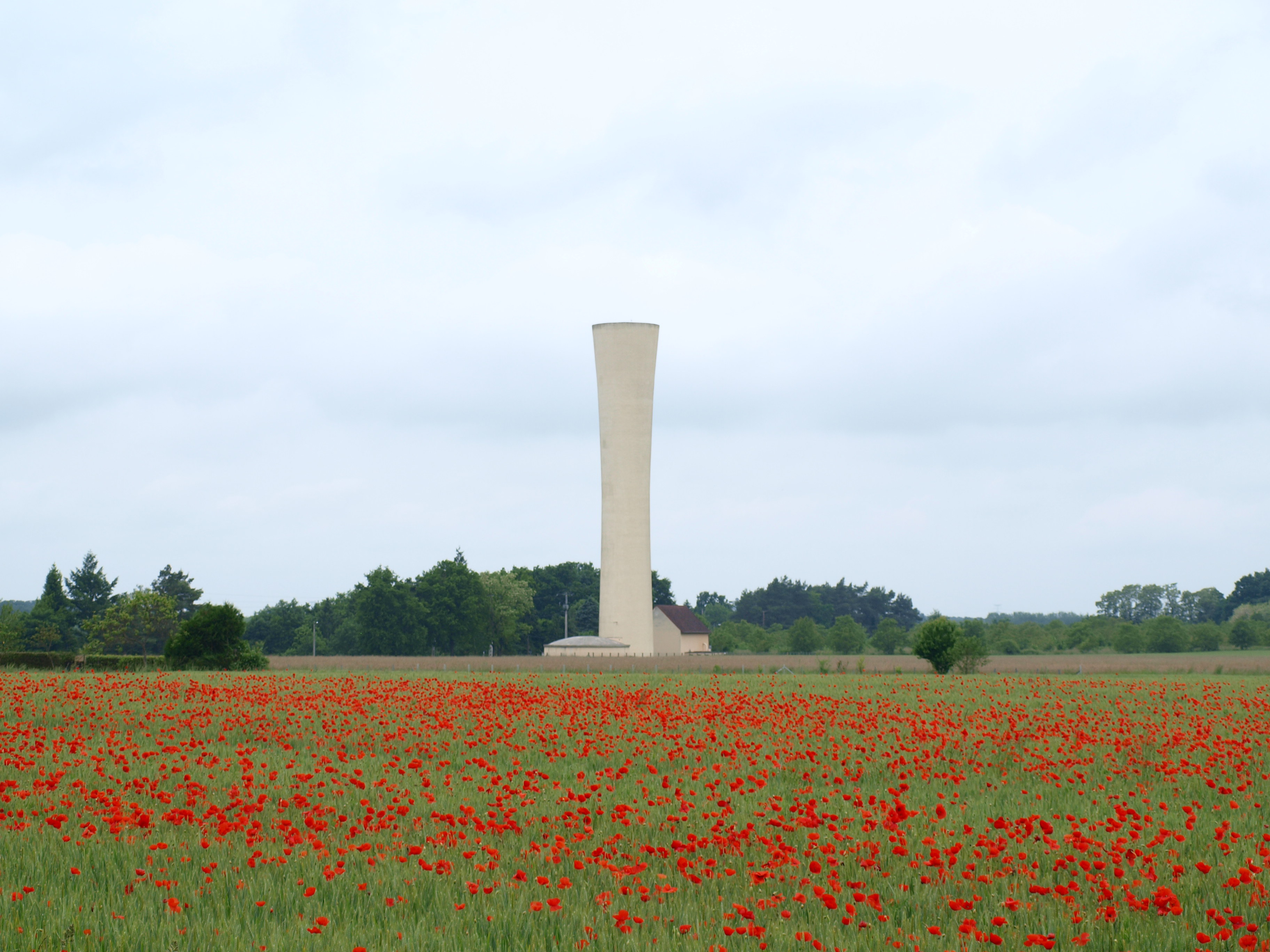
Le château d'eau.

En rive gauche du canal, près de Salleneuve au nord de Montbouy (donc en aval), se trouve le ru de la Mortaille, petit cours d'eau artificiel au moins en partie : il débouche sur le canal par une sorte de « double étang » dont la digue de séparation est visiblement artificielle, et qui est peut-être utilisé pour l'alimentation en eau du canal. 

Ce cours d'eau suit la vallée de la Mortaille, nom acquis à la suite du décès d'Olivier de Pontchevron, seigneur de Chenevières puis commandeur de Montbouy, lorsque ce dernier voulait franchir le Saut-du-Loup - ancien nom de la vallée.

### Climat
Pour des articles plus généraux, voir Climat du Centre-Val de Loire et Climat du Loiret.
En 2010, le climat de la commune est de type climat océanique dégradé des plaines du Centre et du Nord, selon une étude du CNRS s'appuyant sur une série de données couvrant la période 1971-2000. En 2020, Météo-France publie une typologie des climats de la France métropolitaine dans laquelle la commune est exposée à un climat océanique altéré et est dans une zone de transition entre les régions climatiques « Nord-est du bassin Parisien » et « Centre et contreforts nord du Massif Central ».
Pour la période 1971-2000, la température annuelle moyenne est de 11 °C, avec une amplitude thermique annuelle de 15,3 °C. Le cumul annuel moyen de précipitations est de 682 mm, avec 10,9 jours de précipitations en janvier et 7,4 jours en juillet. Pour la période 1991-2020, la température moyenne annuelle observée sur la station météorologique de Météo-France la plus proche, sur la commune de Nogent-sur-Vernisson à 6 km à vol d'oiseau, est de 11,7 °C et le cumul annuel moyen de précipitations est de 738,5 mm,. Pour l'avenir, les paramètres climatiques de la commune estimés pour 2050 selon différents scénarios d'émission de gaz à effet de serre sont consultables sur un site dédié publié par Météo-France en novembre 2022.

### Milieux naturels et biodiversité

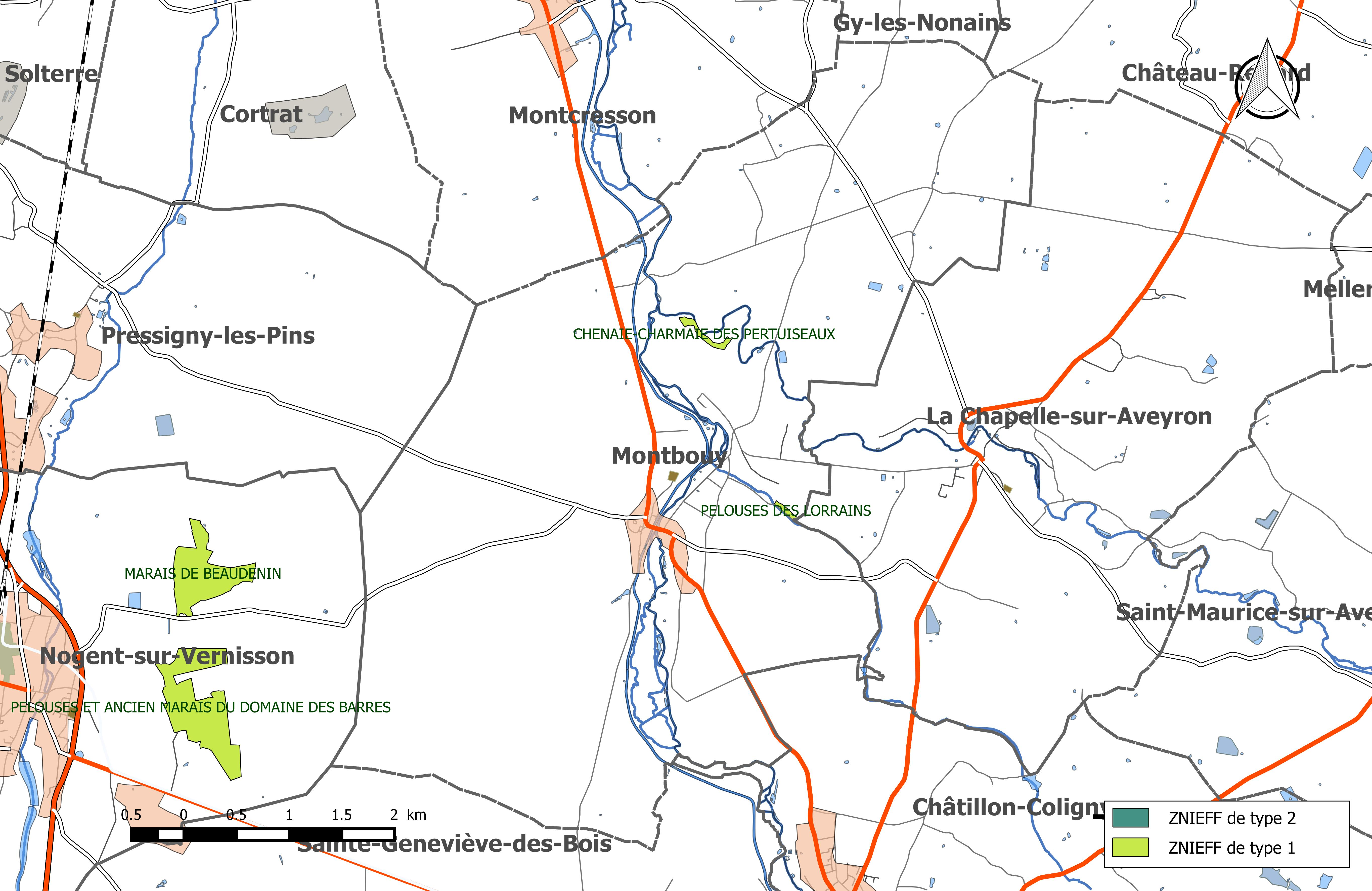
Carte des ZNIEFF de la commune et de ses abords.

La commune héberge deux ZNIEFF et une Zone Spéciale de Conservation.
La ZNIEFF de la chênaie-charmaie des Pertuiseaux se trouve au bois des Pertuiseaux, à 2,5 km de Montbouy sur le coteau sud de la vallée de l'Aveyron. Chênaie-charmaie à géophytes du Carpinion betuli, le bois abrite d'importantes colonies de Scille à deux feuilles (Scilla bifolia) et de Corydale à bulbe plein (Corydalis solida), espèces vernales protégées.
La ZNIEFF des pelouses calcicoles des Lorrains se trouve le long du chemin du Bois Cornu entre le ru Simon et l'escarpement calcaire au nord du ru. Longue d'environ 250 m pour un hectare de surface, cette pelouse de type Mésobromion erecti  à forte proportion de Bromus erectus, inclut la Pulsatilla vulgaris (protégée au niveau régional et rare dans le Loiret) et la Phalangère ramifiée (Anthericum ramosum, rare dans le Loiret, et les pelouses des Lorrains sont le seul endroit connu pour la présence de cette plante hors des coteaux de la vallée de l’Essonne). S'y trouve aussi la couleuvre verte et jaune, peu commune dans le Loiret, et le busard Saint-Martin.
Trois marnières abritant quatre espèces de chauve-souris, ont été repérées au Bois Cornu et à la Tuilerie, dans les grottes creusées dans l'escarpement de calcaire au nord du ru Simon. La cavité de la Tuilerie, la plus grande des deux avec 30 m sur 40 m excavés, abrite la plus importante concentration de vespertilions à oreilles échancrées dans le Loiret. Le grand rhinolophe, le vespertilion de Bechstein et le grand murin sont également présents. Les foyers des fours (seule partie de l'édifice encore debout) sont estimés particulièrement propices à l'hibernation de barbastelles, mais cette espèce n'y a pas encore été vue. Le site est classé Zone Spéciale de Conservation, intégré au réseau Natura 2000,.

Éléments représentatifs des ZNIEFF de la commune
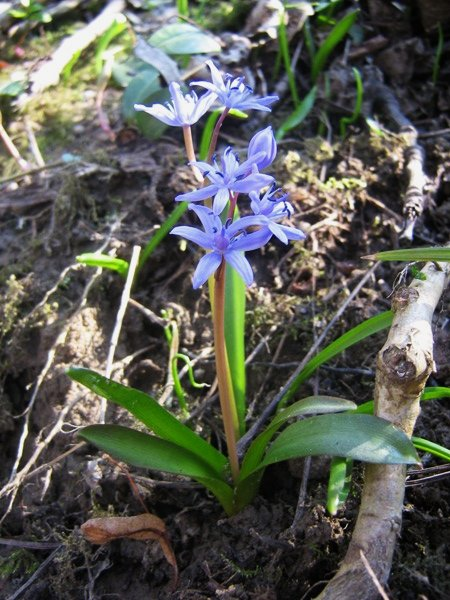
Scille à deux feuilles.
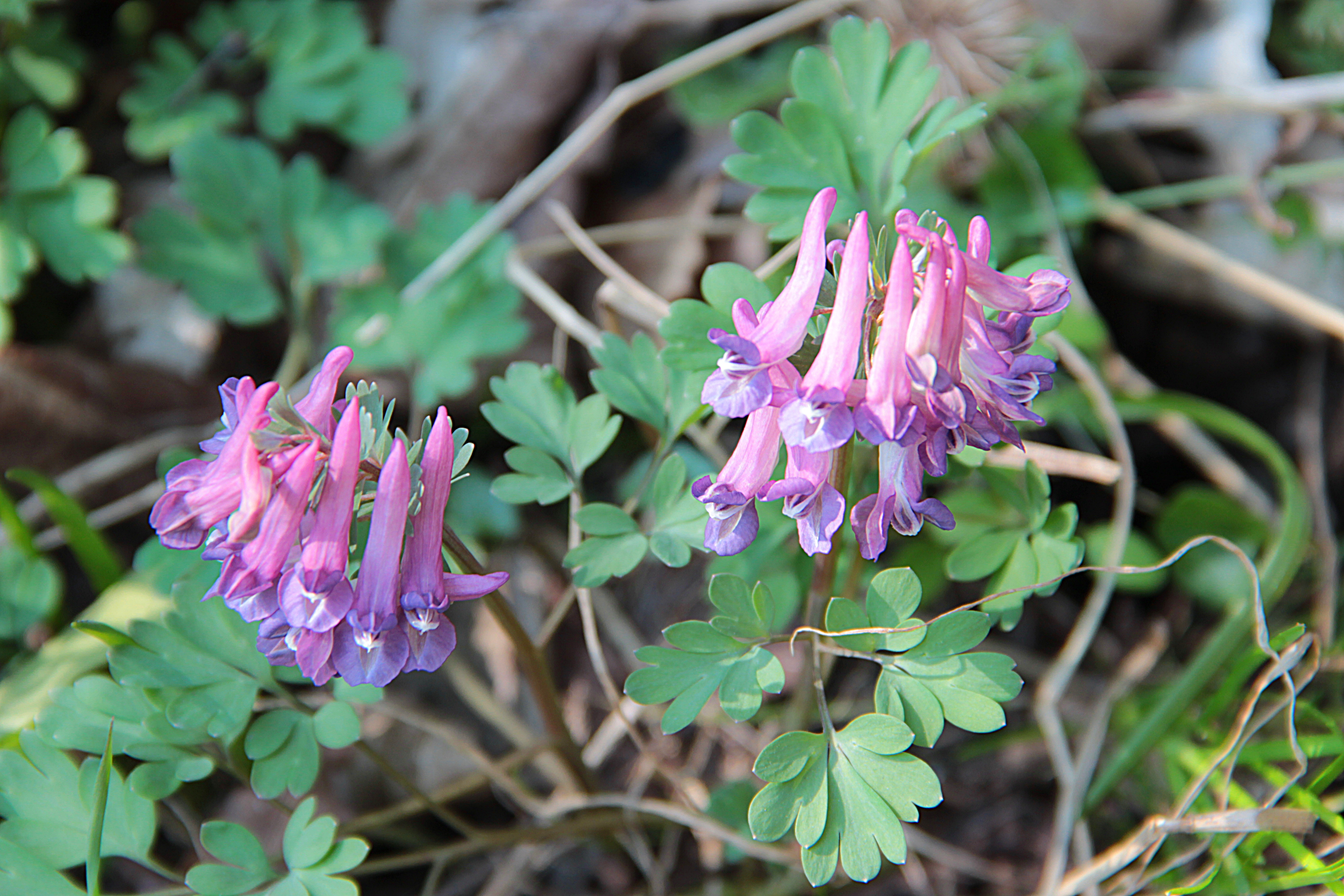
Corydale à bulbe plein.
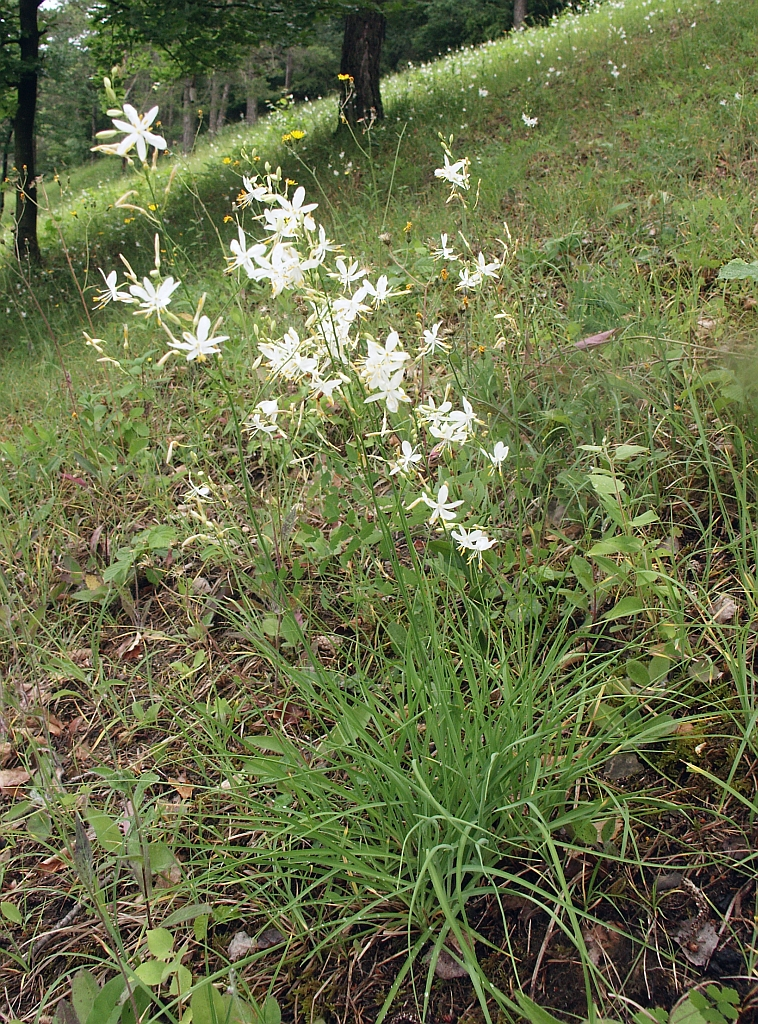
Phalangère ramifiée.
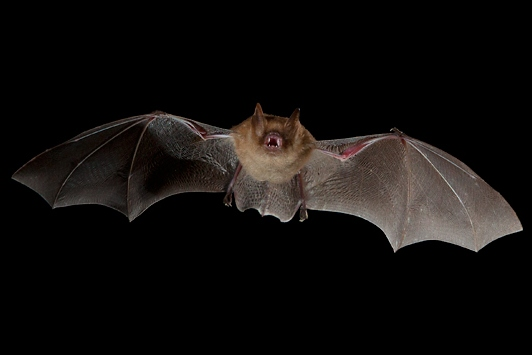
Vespertilion à oreilles échancrées.

## Histoire

### Toponymie
En 1307 lors du procès des Templiers, Montbouy est appelé « Monte Boini ».

### Préhistoire
Des artéfacts néolithiques ont été trouvés de chaque côté du Loing, au moins en aval de Montbouy aux alentours de Craon.

### Antiquité
Des vestiges celtiques importants ont pu laisser supposer que Montbouy était la ville principale des Boïens jusqu'à 1 500 ans B.C.
A l'époque gallo-romaine le site est le lieu d'une agglomération cultuelle appartenant au territoire des Sénons et à proximité de la frontière avec les Carnutes.

### Moyen Âge
Montbouy est le siège d'une Maison des Templiers peut-être construite en 1165, classée à l'Inventaire général du patrimoine culturel.
Après la  maîtrise d'Évrard des Barres, Louis VII fait don aux Templiers de Montbouy, de la seigneurie de Cormont à Boismorand récemment acquise par lui.
En 1307 (année du procès des Templiers) c'est Jean de Thara ou de Tara (ou de Thère) qui en est le commandeur ((la): preceptor). Un Robert de Montbouy est également cité dans le Processus contra templarios, document d'accusation établi par les clercs du pape.
Vers 1314, les Hospitaliers reprennent la maison des Templiers de Montbouy. Leurs temples de Gien dépendent de la commanderie de Chambeugle, mais quand celle-ci fusionne, tous ses biens sont rattachés à la commanderie de Montbouy. Cette commanderie percevait la dîme de Montbouy, de la Chaume, de Mousseaux, de Boisrond et de la Rabbe.

Un rapport de visite des Hospitaliers de 1493 indique que les guerres du XVe siècle ont détruit la plupart des bâtiments.
En 1452, Jehan Dubois, commandeur de Montbouy, est seigneur de Gien.
En 1604, Montbouy est rattaché à Saint-Marc d'Orléans. Gien est intégré à la commanderie d'Orléans.

Cette même année 1604, commence la construction du canal de Briare. Jusqu'au XIXe siècle se trouvaient à Montbouy deux écluses, à 85 m l'une de l'autre. Le port marchand était situé juste derrière l'église, sur son côté sud, à l'emplacement de l'actuel parking. Au XIXe siècle le lit du canal est légèrement modifié. Le port est remblayé. L'écluse actuelle, de type Freycinet, est construite en 1892 juste à côté de l'une des deux écluses précédemment en service et dont les restes sont toujours visibles et classés Monument Historique.

## Urbanisme

### Typologie
Au 1er janvier 2024, Montbouy est catégorisée commune rurale à habitat dispersé, selon la nouvelle grille communale de densité à sept niveaux définie par l'Insee en 2022.
Elle est située hors unité urbaine. Par ailleurs la commune fait partie de l'aire d'attraction de Montargis, dont elle est une commune de la couronne,. Cette aire, qui regroupe 33 communes, est catégorisée dans les aires de 50 000 à moins de 200 000 habitants,.

### Occupation des sols
L'occupation des sols de la commune, telle qu'elle ressort de la base de données européenne d’occupation biophysique des sols Corine Land Cover (CLC), est marquée par l'importance des territoires agricoles (77,9 % en 2018), une proportion identique à celle de 1990 (77,9 %). La répartition détaillée en 2018 est la suivante : 
terres arables (62,9 %), forêts (21 %), prairies (10,4 %), zones agricoles hétérogènes (4,6 %), zones urbanisées (1,1 %).
L'évolution de l’occupation des sols de la commune et de ses infrastructures peut être observée sur les différentes représentations cartographiques du territoire : la carte de Cassini (XVIIIe siècle), la carte d'état-major (1820-1866) et les cartes ou photos aériennes de l'IGN pour la période actuelle (1950 à aujourd'hui).

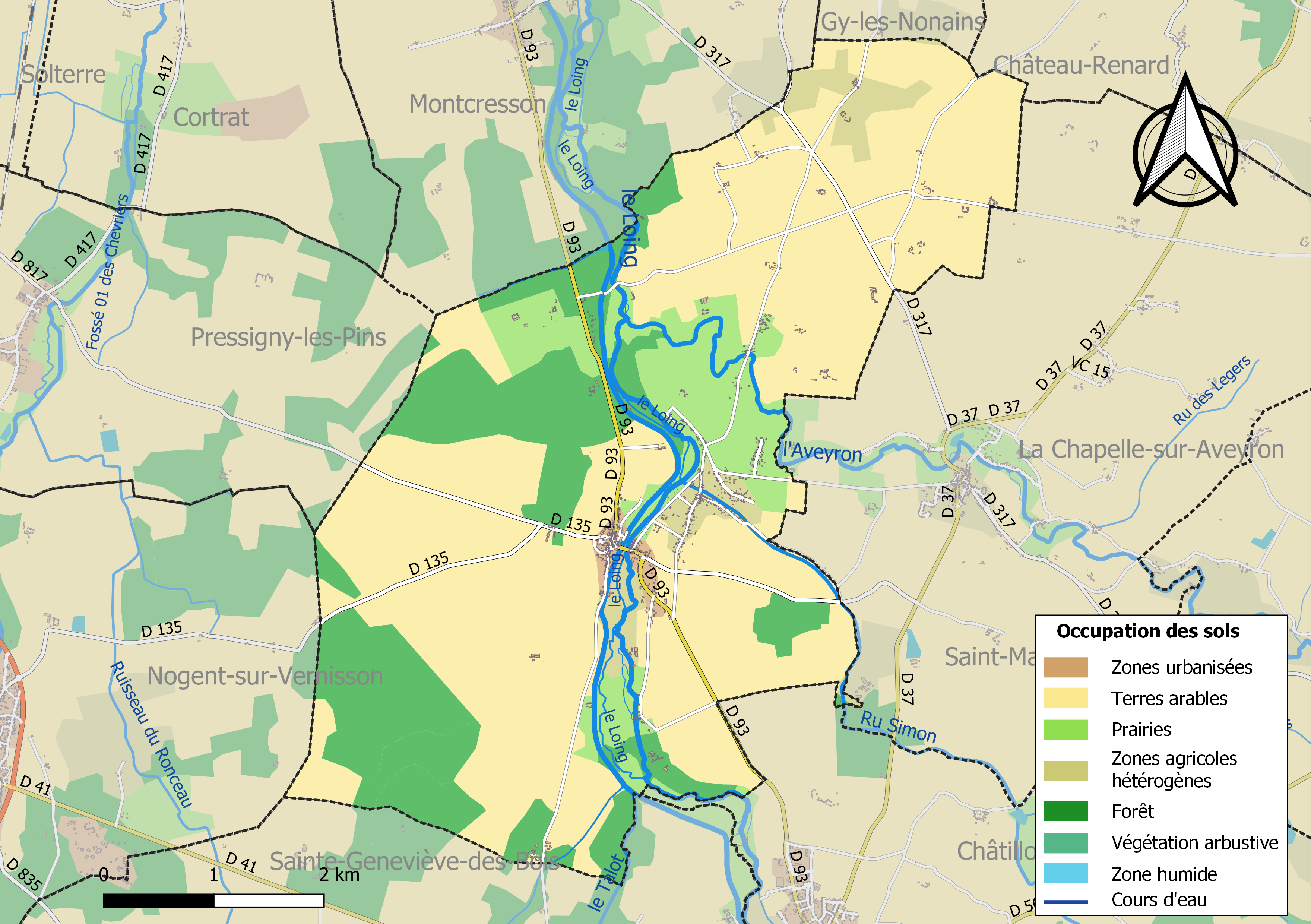
Carte des infrastructures et de l'occupation des sols de la commune en 2018 (CLC).
Carte orthophotographique de la commune en 2016.

### Planification

#### Plan local d'urbanisme
Le conseil municipal prescrit l'élaboration d'un plan local d'urbanisme le 27 novembre 2009. Après une enquête publique qui se déroule en juillet 2014, le document est approuvé le 9 octobre 2014.

#### Documents sura-communaux
Le plan local d'urbanisme doit être compatible avec le SCoT du Montargois en Gâtinais arrêté le 6 juin 2016 qui lui-même doit être compatible avec différents documents de portée supérieure comme le SDAGE Seine-Normandie 2016-2021 adopté le 5 novembre 2015, le schéma d'aménagement et de gestion des eaux  (SAGE) "Nappe de Beauce" approuvé le 11 juin 2013, le plan de gestion des risques d'inondation du bassin Seine-Normandie approuvé le 7 décembre 2015, Le schéma régional d'aménagement et de développement durable du territoire (SRADDT) de la région Centre–Val de Loire approuvé le 15 décembre 2011, le schéma départemental des carrières du Loiret approuvé le 17 janvier 2000, le plan départemental d'élimination des déchets ménagers et assimilés (PDEDMA) du Loiret approuvé le 18 février 1997. A terme, le SCoT devra aussi être compatible avec le schéma régional d'aménagement, de développement durable et d'égalité des territoires prévu par la loi NOTRe du 7 août 2015.
Le Schéma de Cohérence Territoriale (SCoT) est un document d’urbanisme qui permet la mise en œuvre d’une véritable stratégie de développement territoriale à l’échelle d’un bassin de vie. Il fixe les orientations fondamentales de l’organisation et de l’évolution d’un territoire sur une période de 15 à 20 ans. Le SCoT du Montargois en Gâtinais a été créé par arrêté préfectoral le 22 août 2011. Il regroupe 85 communes dont Montbouy. Après une phase d'élaboration du diagnostic territorial de septembre 2013 à juin 2014, puis du Projet d’Aménagement et de Développement Durable (PADD) jusqu'en septembre 2015 et du Document d’Orientations et d’Objectifs (DOO) jusqu'en février 2016, le projet de SCoT a été arrêté le 6 juin 2016.

### Voies de communication et transports

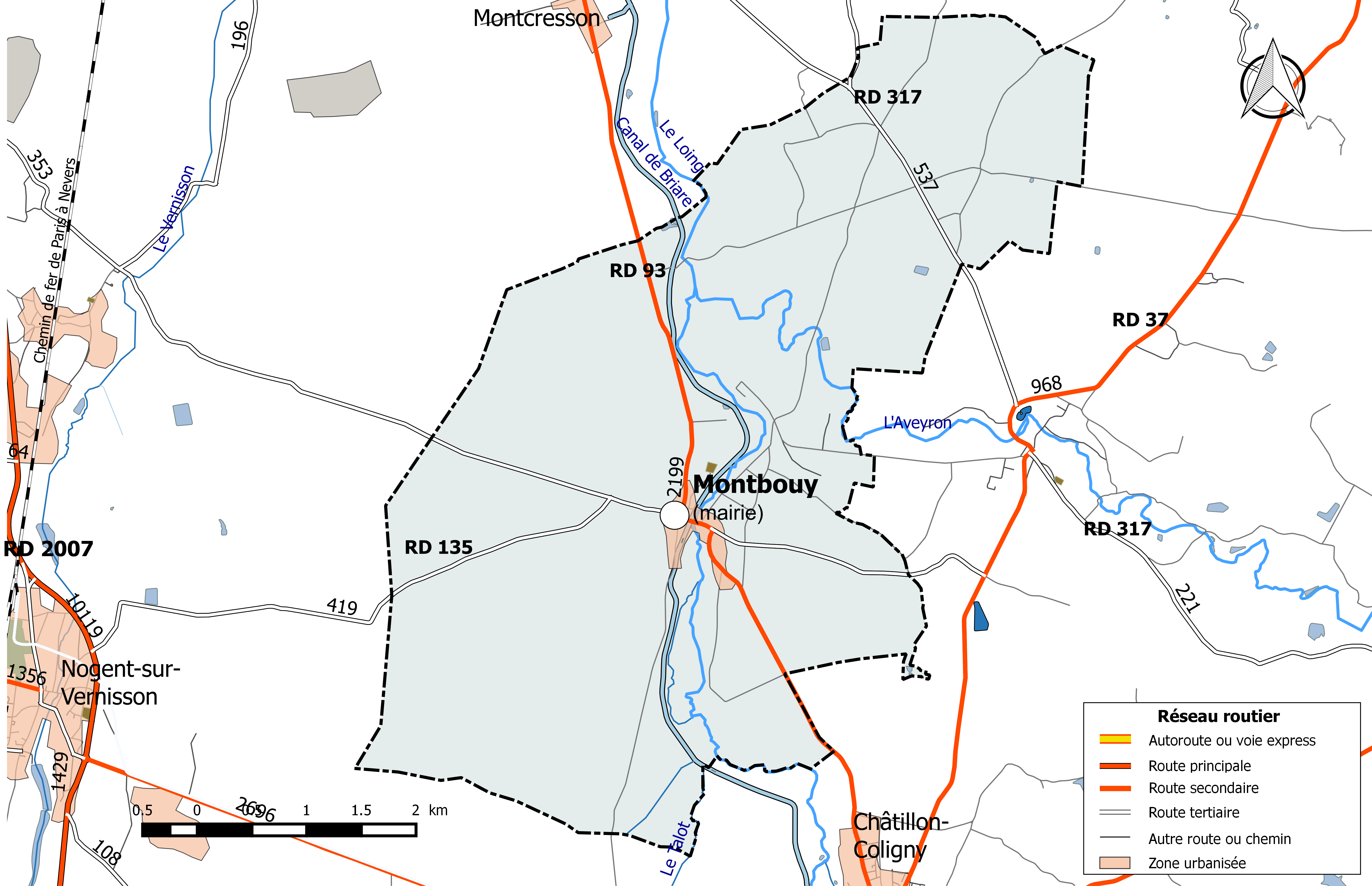
Réseau routier principal de la commune de Montbouy (avec indication du trafic routier 2014).

#### Infrastructures routières
La commune est traversée par trois routes départementales : la RD 93 (2 199 véhicules/jour en 2014), qui relie Amilly à Dammarie-sur-Loing, la RD 135 (419 véhicules/jour), qui relie la commune aux Choux et la RD 317 (537 véhicules/jour), qui relie Montcresson au Charme. Complétant ces voies, la commune est sillonnée de plusieurs voies communales et chemins ruraux desservant ses fermes et hameaux et les bourgs environnants.

#### Transports en commun
En 2016, la commune est desservie par la ligne 15 du réseau Ulys, le réseau interurbain de transport par autocar du Conseil départemental du Loiret qui relie Châtillon-Coligny- Montbouy - Montargis. Des correspondances SNCF sont assurées dans la gare de Montargis. À compter du 1er janvier 2017, la compétence des services de transports routiers interurbains, réguliers et à la demande est transférée des départements aux régions, et donc localement du département du Loiret à la région Centre-Val de Loire, consécutivement à la loi NOTRe du 7 août 2015.

### Risques naturels et technologiques
La commune de Montbouy est vulnérable à différents aléas naturels : inondations (par débordement du Loing), climatiques (hiver exceptionnel ou canicule), mouvements de terrain ou sismique (sismicité très faible). Entre 1989 et 2019, deux arrêtés ministériels ayant porté reconnaissance de catastrophe naturelle ont été pris pour le territoire de la commune  pour des inondations et coulées de boue.
Certaines parties du territoire communal sont exposées aux crues du Loing sur sa partie amont. Celles-ci ainsi que celles de l’Ouanne ont essentiellement lieu aux mois de décembre, janvier et février, qui concentrent l’ensemble des crues majeures, plus rarement en automne (octobre 1896), et au printemps (mai 1836). Les deux crues de référence sont celles de janvier 1910 (3,16 m à Montargis) et de mai-juin 2016 (3,36 m à la même station),. Le risque d'inondation est pris en compte dans l'aménagement du territoire de la commune par le biais du Plan de prévention du risque inondation (PPRI) Loing Amont approuvé le 3 août 2012 par arrêté préfectoral et annulé par décision du Conseil d’État le 5 décembre 2016.
Le territoire de la commune peut également être concerné par un risque d'effondrement de cavités souterraines non connues. Une cartographie départementale de l'inventaire des cavités souterraines et des désordres de surface a été réalisée. Il a été recensé sur la commune plusieurs effondrements de cavités.
Par ailleurs le sol du territoire communal peut faire l'objet de mouvements de terrain liés à la sécheresse. Le phénomène de retrait-gonflement des argiles est la conséquence d'un changement d'humidité des sols argileux. Les argiles sont capables de fixer l'eau disponible mais aussi de la perdre en se rétractant en cas de sécheresse. Ce phénomène peut provoquer des dégâts très importants sur les constructions (fissures, déformations des ouvertures) pouvant rendre inhabitables certains locaux. Celui-ci a particulièrement affecté le Loiret après la canicule de l'été 2003. Une grande partie du territoire de la commune est soumis à un aléa « moyen » face à ce risque, selon l'échelle définie par le Bureau de recherches géologiques et minières (BRGM).
Depuis le 22 octobre 2010, la France dispose d’un nouveau zonage sismique divisant le territoire national en cinq zones de sismicité croissante. La commune, à l’instar de l’ensemble du département, est concernée par un risque très faible.

## Politique et administration

### Découpage territorial

#### Bloc communal: Commune et intercommunalités
La paroisse et bourg de Montbouy acquiert le statut de municipalité avec le  décret du 12 novembre 1789 de l'Assemblée Nationale puis celui de « commune », au sens de l'administration territoriale actuelle, par le décret de la Convention nationale du 10 brumaire an II (31 octobre 1793). Il faut toutefois attendre la loi du 5 avril 1884 sur l'organisation municipale pour qu'un régime juridique uniforme soit défini pour toutes les communes de France, point de départ de l’affirmation progressive des communes face au pouvoir central.
Aucun événement de restructuration majeure du territoire, de type suppression, cession ou réception de territoire, n'a affecté la commune depuis sa création.

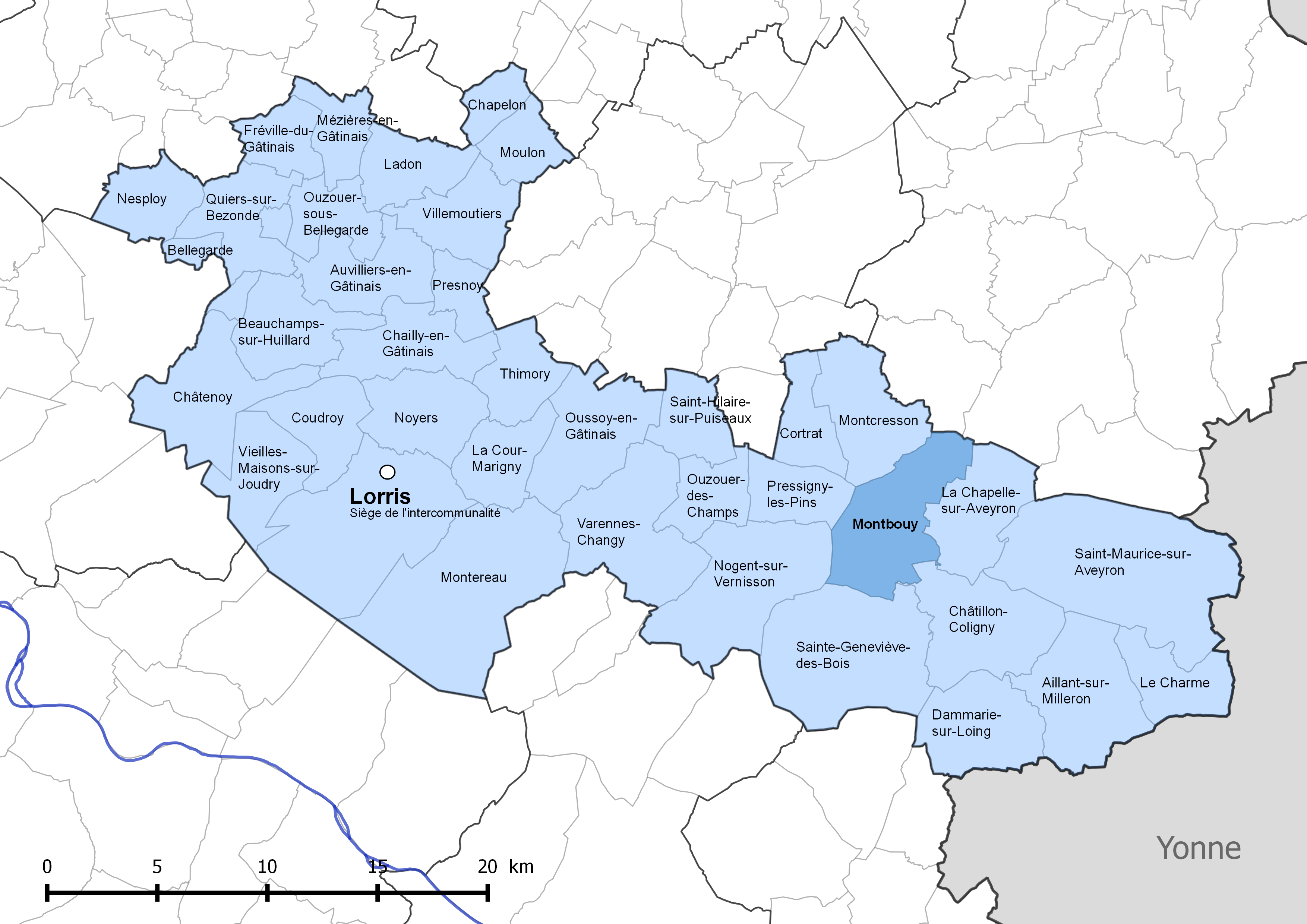
Localisation de la commune de Montbouy dans la communauté de communes Canaux et forêts en Gâtinais.

La communauté des Quatre-Rivières ou district urbain de Châtillon-Coligny, créé le 6 juillet 1965, est transformée en communauté de communes de Châtillon-Coligny par arrêté préfectoral du 26 décembre 2001. Montbouy fait alors partie des douze communes qui composent cette nouvelle intercommunalité. La commune appartient à d'autres établissements publics de coopération intercommunale, de type syndicats ou autres regroupements intercommunaux. Le découpage territorial de ces structures est en constante évolution dans une perspective de rationalisation et d'efficience des services.
Afin de renforcer et réduire le nombre d'intercommunalités en France, la loi du 7 août 2015 portant nouvelle organisation territoriale de la République (dite loi NOTRe) fait passer le seuil démographique minimal de 5 000 à 15 000 habitants pour constituer une intercommunalité, sauf exceptions. Le schéma départemental de coopération intercommunale du Loiret est arrêté sur ces bases le 30 mars 2016 et le nombre d'établissements publics de coopération intercommunale à fiscalité propre passe dans le département du Loiret de 28 (2 communautés d'agglomération et 26 communautés de communes) à 16 (deux communautés d'agglomération et 14 communautés de communes dont une interdépartementale). Les communautés de communes du canton de Lorris et canton de Châtillon-Coligny et du Bellegardois fusionnent ainsi à compter du 1er janvier 2017 en une seule entité : la communauté de communes Canaux et forêts en Gâtinais, dont le siège est à Lorris. Cette nouvelle intercommunalité comprend 38 communes dont  Montbouy.

#### Circonscriptions de rattachement
Sous l'Ancien Régime, à la veille des États généraux de 1789, la paroisse de Montbouy était rattachée sur le plan ecclésiastique de l'ancien diocèse de Sens et sur le plan judiciaire au bailliage de Montargis.
La loi du 22 décembre 1789 divise le pays en 83 départements découpés chacun en six à neuf districts eux-mêmes découpés en cantons regroupant des communes. Les districts, tout comme les départements, sont le siège d’une administration d’État et constituent à ce titre des circonscriptions administratives. La commune de Montbouy est alors incluse dans le canton de Nogen-sur-Vernisson, le district de Montargis et le département du Loiret.
La recherche d’un équilibre entre la volonté d’organiser une administration dont les cadres permettent l’exécution et le contrôle des lois d’une part, et la volonté d’accorder une certaine autonomie aux collectivités de base (paroisses, bourgs, villes) d’autre part, s’étale de 1789 à 1838. Les découpages territoriaux évoluent ensuite au gré des réformes visant à décentraliser ou recentraliser l'action de l'État. La régionalisation fonctionnelle des services de l'État (1945-1971) aboutit à la création de régions. L'acte I de la décentralisation de 1982-1983 constitue une étape importante en donnant l'autonomie aux collectivités territoriales, régions, départements et communes. L'acte II intervient en 2003-2006, puis l'acte III en 2012-2015.
Le tableau suivant présente les rattachements, au niveau infra-départemental, de la commune de Montbouy aux différentes circonscriptions administratives et électorales ainsi que l'historique de l'évolution de leurs territoires.
| Circonscription             | Nom                 | Période   | Type                         | Évolution du découpage territorial |
| --------------------------- | ------------------- | --------- | ---------------------------- | --- |
| District                    | Montargis           | 1790-1795 | Administrative               | La commune est rattachée au district de Montargis de 1790 à 1795,. La Constitution du 5 fructidor an III, appliquée à partir de vendémiaire an IV (1795) supprime les districts, rouages administratifs liés à la Terreur, mais maintient les cantons qui acquièrent dès lors plus d'importance. |
| Canton                      | Nogen-sur-Vernisson | 1790-1801 | Administrative et électorale | Le 10 février 1790, la municipalité de Montbouy est rattachée au canton de Nogen sur Vernisson. Les cantons acquièrent une fonction administrative avec la disparition des districts en 1795. |
| Canton                      | Châtillon-sur-Loing | 1801-2015 | Administrative et électorale | Sous le Consulat, un redécoupage territorial visant à réduire le nombre de justices de paix ramène le nombre de cantons dans le Loiret de 59 à 31. Montbouy est alors rattachée par arrêté du 9 vendémiaire an X (30 septembre 1801) au canton de Châtillon-sur-Loing,, qui devient canton de Châtillon-Coligny en 1898. |
| Canton                      | Lorris              | 2015-     | Électorale                   | La loi du 17 mai 2013 et ses décrets d'application publiés en février et mars 2014 introduisent un nouveau découpage territorial pour les élections départementales. La commune est alors rattachée au nouveau canton de Lorris. Depuis cette réforme, plus aucun service de l'État n'exerce sa compétence sur un territoire s'appuyant sur le nouveau découpage cantonal. Le canton a disparu en tant que circonscription administrative de l'État ; il est désormais uniquement une circonscription électorale dédiée à l'élection d'un binôme de conseillers départementaux siégeant au conseil départemental. |
| Arrondissement              | Montargis           | 1801-     | Administrative               | Montbouy est rattachée à l'arrondissement de Montargis depuis sa création en 1801,. |
| Circonscription législative | 4e circonscription  | 2010-     | Électorale                   | Lors du découpage législatif de 1986, le nombre de circonscriptions législatives passe dans le Loiret de 4 à 5. Un nouveau redécoupage intervient en 2010 avec la loi du 23 février 2010. En attribuant un siège de député « par tranche » de 125 000 habitants, le nombre de circonscriptions par département varie désormais de 1 à 21,. Dans le Loiret, le nombre de circonscriptions passe de cinq à six. La réforme n'affecte pas Montbouy qui reste rattachée à la quatrième circonscription. |

#### Collectivités de rattachement
La commune de Montbouy est rattachée au département du Loiret et à la région Centre-Val de Loire, à la fois circonscriptions administratives de l'État et collectivités territoriales.

### Politique et administration municipales

#### Conseil municipal et maire
Depuis les élections municipales de 2014, le conseil municipal  de Montbouy, commune de moins de 1 000 habitants, est élu au scrutin majoritaire plurinominal à deux tours, les électeurs pouvant modifier les listes, panacher, ajouter ou supprimer des candidats sans que le vote soit nul, pour un mandat de six ans renouvelable. Il est composé de 15 membres. L'exécutif communal est constitué par le maire, élu par le conseil municipal parmi ses membres, pour un mandat de six ans, c'est-à-dire pour la durée du mandat du conseil.
| Période    | Période   | Identité       | Étiquette | Qualité                                                                   |
| ---------- | --------- | -------------- | --------- | ------------------------------------------------------------------------- |
| avant 1988 | ?         | Hubert Frémy   | UDF       | Céréalier - Conseiller général du canton de Châtillon-Coligny (1965-2008) |
|            | mars 2008 | Annie Guet     |           |                                                                           |
| mars 2008  | En cours  | Yves Boscardin |           |                                                                           |

## Équipements et services

### Environnement

#### Gestion des déchets
En  2016, la commune est membre du syndicat mixte de collecte et de traitement des ordures ménagères des cantons de Gien, Châtillon Coligny, Briare et Châtillon-sur-Loire (SMICTOM). Celui-ci assure la collecte et le traitement des ordures ménagères résiduelles, des emballages ménagers recyclables  et des encombrants en porte à porte et du verre en points d’apport volontaire. Un réseau de sept déchèteries accueille les encombrants et autres déchets spécifiques (déchets verts, déchets dangereux, gravats, ferraille, cartons…). La déchèterie la plus proche est située sur la commune de Sainte-Geneviève-des-Bois,. L'élimination et la valorisation énergétique des déchets ménagers et de ceux issus de la collecte sélective sont effectuées par le SYCTOM de Gien-Châteauneuf-sur-Loire qui comprend un centre de transfert de déchets ménagers et un centre de stockage de déchets ultimes (CSDU) de classe II à Saint-Aignan-des-Gués ainsi qu'une usine d’incinération des ordures ménagères à Gien-Arrabloy.
Depuis le 1er janvier 2017, la « gestion des déchets ménagers » ne fait plus partie des compétences de la commune mais est une compétence obligatoire de la communauté de communes Canaux et Forêts en Gâtinais en application de la loi NOTRe du 7 août 2015.

#### Production et distribution d'eau
Le service public d’eau potable est une compétence obligatoire des communes depuis l’adoption de la loi du 30 décembre 2006 sur l’eau et les milieux aquatiques. Au 31 décembre 2016, la production et la distribution de l'eau potable sur le territoire communal sont assurées par le syndicat intercommunal d'alimentation en eau potable de La Nivelle, un syndicat créé en 1959 desservant deux communes : La Chapelle-sur-Aveyron et Montbouy,,.
La loi NOTRe du 7 août 2015 prévoit que le transfert des compétences « eau et assainissement » vers les communautés de communes sera obligatoire à compter du 1er janvier 2020. Le transfert d’une compétence entraîne  de  facto la mise à disposition gratuite de plein droit des biens, équipements et services publics utilisés, à la date du transfert, pour l'exercice de ces compétences et la substitution de la communauté dans les droits et obligations des communes,.

#### Assainissement
La compétence assainissement, qui recouvre obligatoirement la collecte, le transport et l’épuration des eaux usées, l’élimination des boues produites, ainsi que le contrôle des raccordements aux réseaux publics de collecte, est assurée  par la commune elle-même.
La commune est raccordée à une station d'épuration située sur le territoire communal, mise en service le 1er janvier 1995 et dont la capacité nominale de traitement est de  800 EH, soit 120 m3/jour. Cet équipement utilise un procédé d'épuration biologique dit « à boues activées ». Son exploitation est assurée en 2017 par SAUR,.
L’assainissement non collectif (ANC) désigne les installations individuelles de traitement des eaux domestiques qui ne sont pas desservies par un réseau public de collecte des eaux usées et qui doivent en conséquence traiter elles-mêmes leurs eaux usées avant de les rejeter dans le milieu naturel. La communauté de communes de Châtillon-Coligny a créé, par délégation de ses communes adhérentes, le 31 décembre 2005 le service public d'assainissement non collectif (SPANC). Celui-ci a pour mission de contrôler les installations neuves et existantes, la mise en place d’un service de vidange et la réhabilitation des installations,. Depuis le 1er janvier 2017, c'est la communauté de communes Canaux et Forêts en Gâtinais, issue de la fusion de la communauté de communes du canton de Lorris, de la communauté de communes de Châtillon-Coligny et de la communauté de communes du Bellegardois, qui assure, par substitution, le SPANC.

### Enseignement
La commune est située dans l'académie d'Orléans-Tours.

## Population et société

### Démographie
L'évolution du nombre d'habitants est connue à travers les recensements de la population effectués dans la commune depuis 1793. Pour les communes de moins de 10 000 habitants, une enquête de recensement portant sur toute la population est réalisée tous les cinq ans, les populations de référence des années intermédiaires étant quant à elles estimées par interpolation ou extrapolation. Pour la commune, le premier recensement exhaustif entrant dans le cadre du nouveau dispositif a été réalisé en 2008.
En 2022, la commune comptait 727 habitants, en évolution de −2,02 % par rapport à 2016 (Loiret : +1,89 %, France hors Mayotte : +2,11 %).
| 1793 | 1800 | 1806 | 1821 | 1831 | 1836 | 1841 | 1846 | 1851 |
| ---- | ---- | ---- | ---- | ---- | ---- | ---- | ---- | ---- |
| 550  | 606  | 585  | 578  | 658  | 681  | 645  | 691  | 733  |

| 1856 | 1861 | 1866 | 1872 | 1876 | 1881 | 1886 | 1891 | 1896 |
| ---- | ---- | ---- | ---- | ---- | ---- | ---- | ---- | ---- |
| 757  | 793  | 818  | 828  | 847  | 843  | 841  | 959  | 874  |

| 1901 | 1906 | 1911 | 1921 | 1926 | 1931 | 1936 | 1946 | 1954 |
| ---- | ---- | ---- | ---- | ---- | ---- | ---- | ---- | ---- |
| 807  | 823  | 772  | 650  | 718  | 700  | 660  | 686  | 652  |

| 1962 | 1968 | 1975 | 1982 | 1990 | 1999 | 2006 | 2008 | 2013 |
| ---- | ---- | ---- | ---- | ---- | ---- | ---- | ---- | ---- |
| 582  | 613  | 541  | 617  | 629  | 688  | 732  | 744  | 745  |

| 2018 | 2022 | - | - | - | - | - | - | - |
| ---- | ---- | - | - | - | - | - | - | - |
| 737  | 727  | - | - | - | - | - | - | - |

### Loisirs
Le GR 13 traverse la commune, ainsi que le GRP du Gâtinais/Puisaye.

## Patrimoine

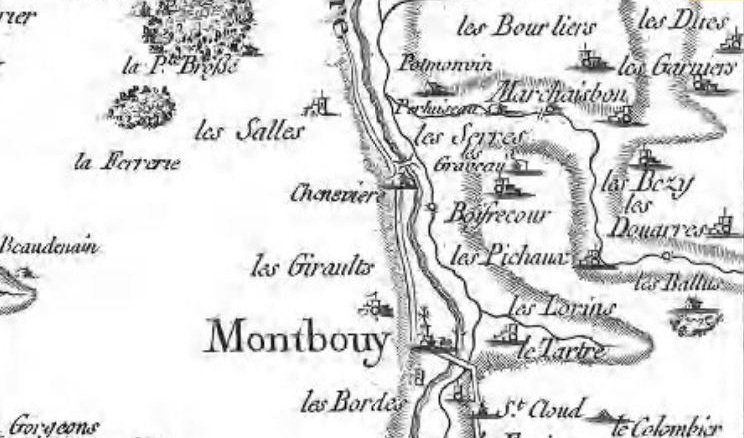
Emplacement de l'amphithéâtre et des thermes de Montbouy
sur la carte de Cassini.

- Les vestiges d'un ensemble thermal cultuel et culturel important[116] composé :

de l'amphithéâtre de Chenevières, classé à l'Inventaire général du patrimoine culturel en 1862 ;
du sanctuaire des eaux gallo-romain, inscrit Monument Historique en 1992 et classé comme tel l'année suivante ;

du déversoir inscrit à l'inventaire des Monuments historiques 18 mars 1992 ;

du temple celtique ou fanum du Ier siècle au lieu-dit Craon ;

du temple païen dit sanctuaire de source des Ier et IIe siècles au lieu-dit Craon.
- L'église Notre-Dame-et-Saint-Blaise des XIe, XIIe, XVe, XVIe et XVIIe siècles, inscrite à l'inventaire des Monuments historiques le 16 février 1967[121].

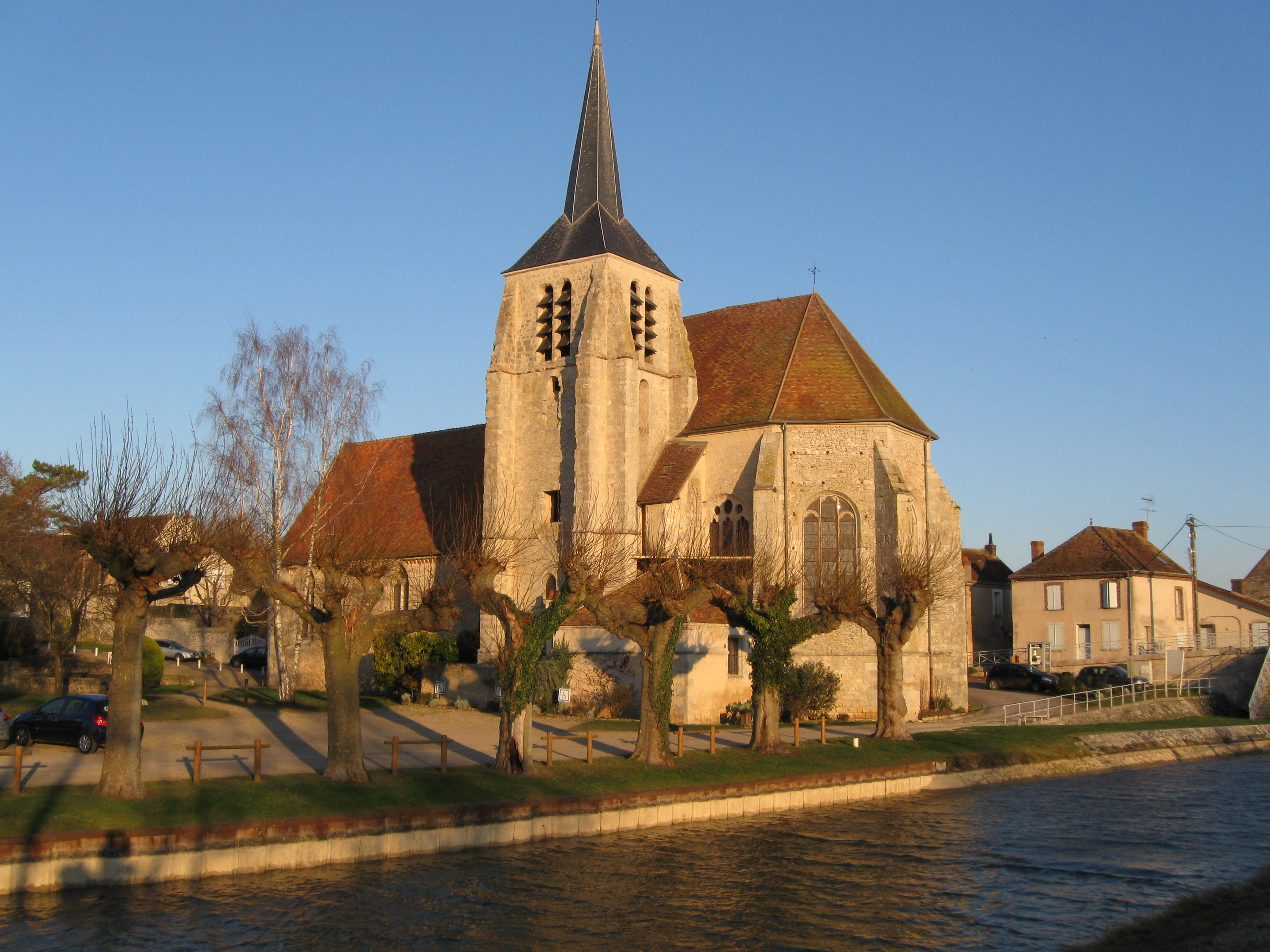
L'église Notre-Dame-et-Saint-Blaise vue du sud.
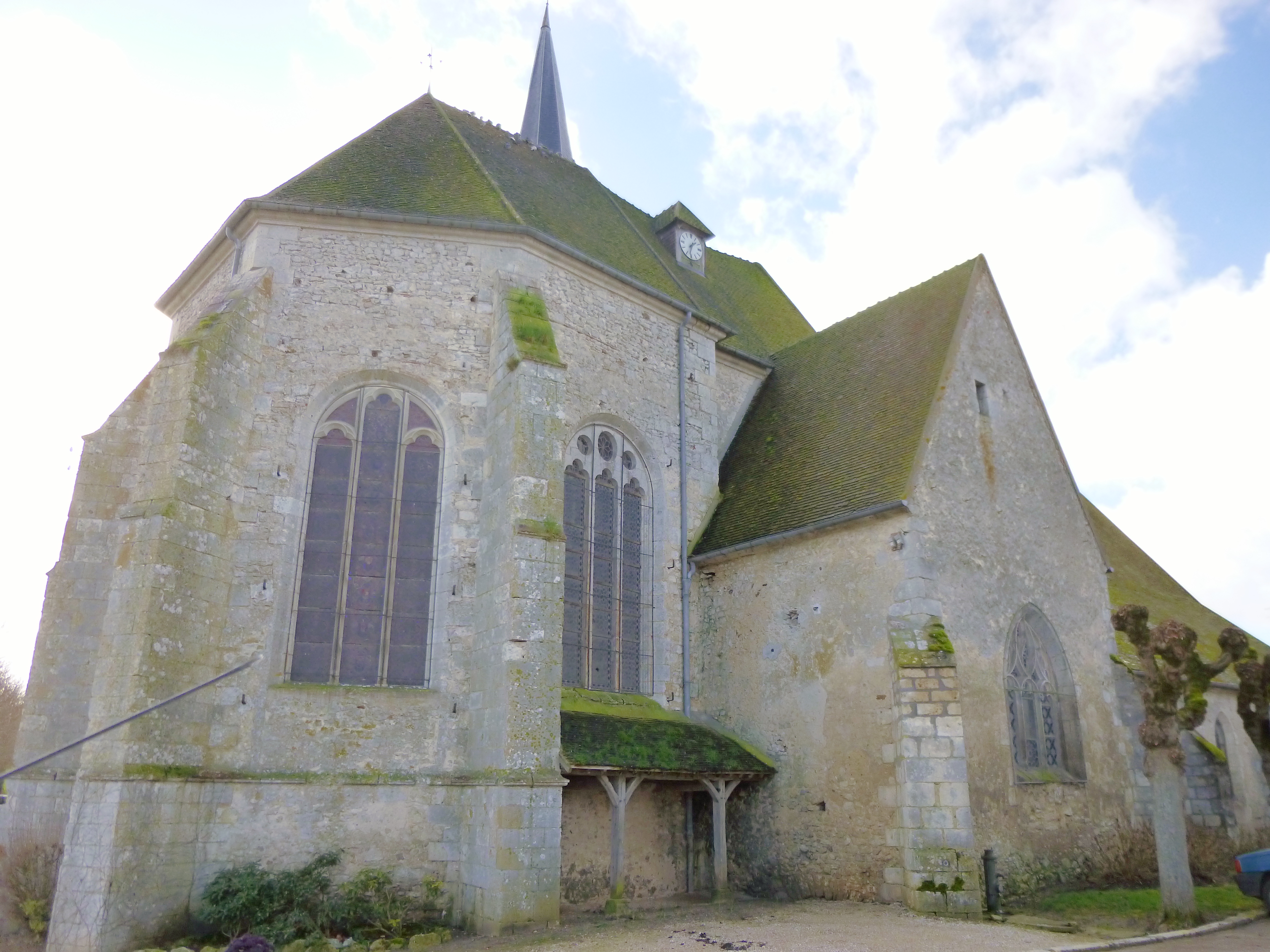
L'église Notre-Dame-et-Saint-Blaise vue de l'est.
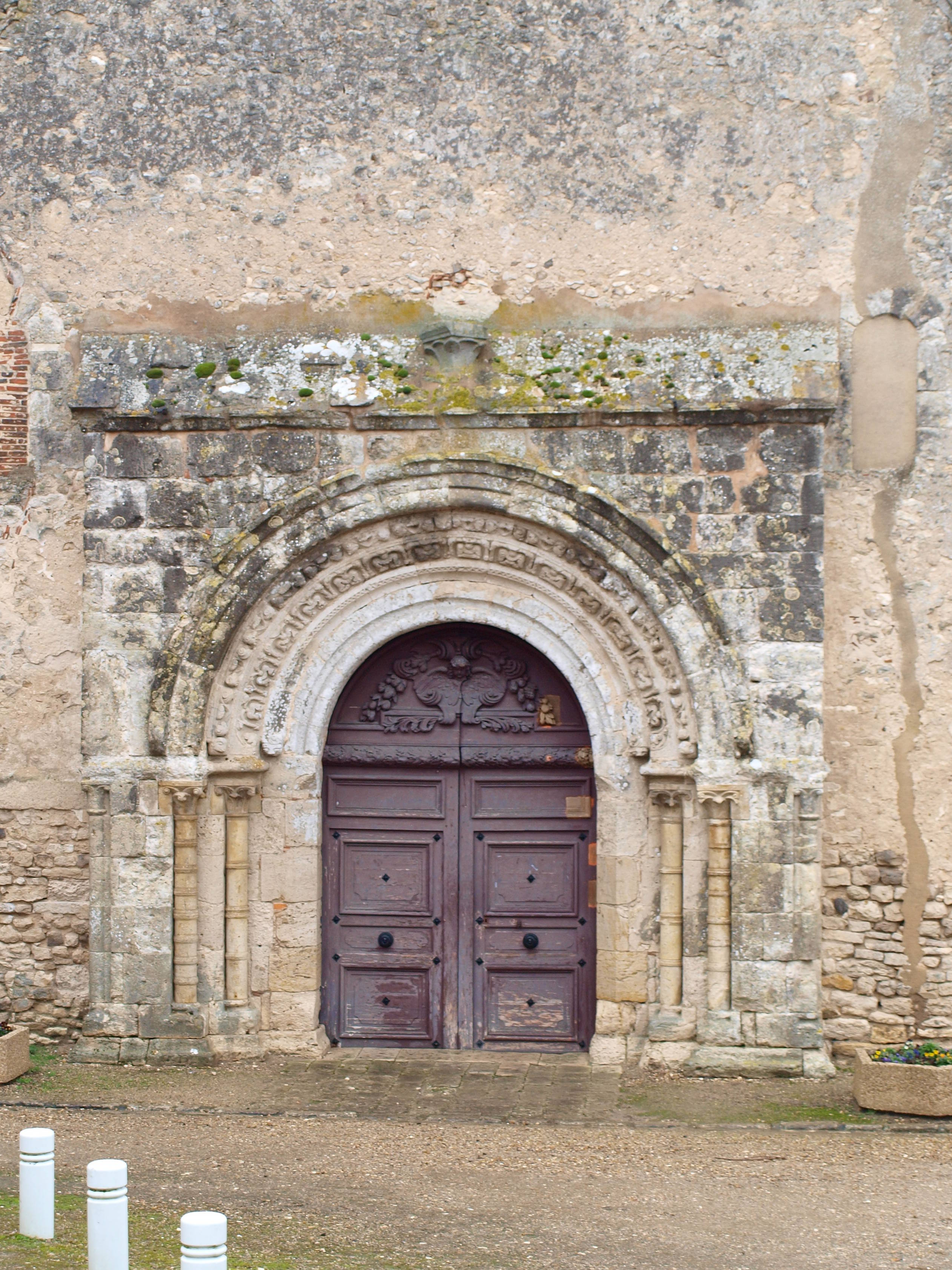
Porche de l'église façade ouest - nord-ouest.
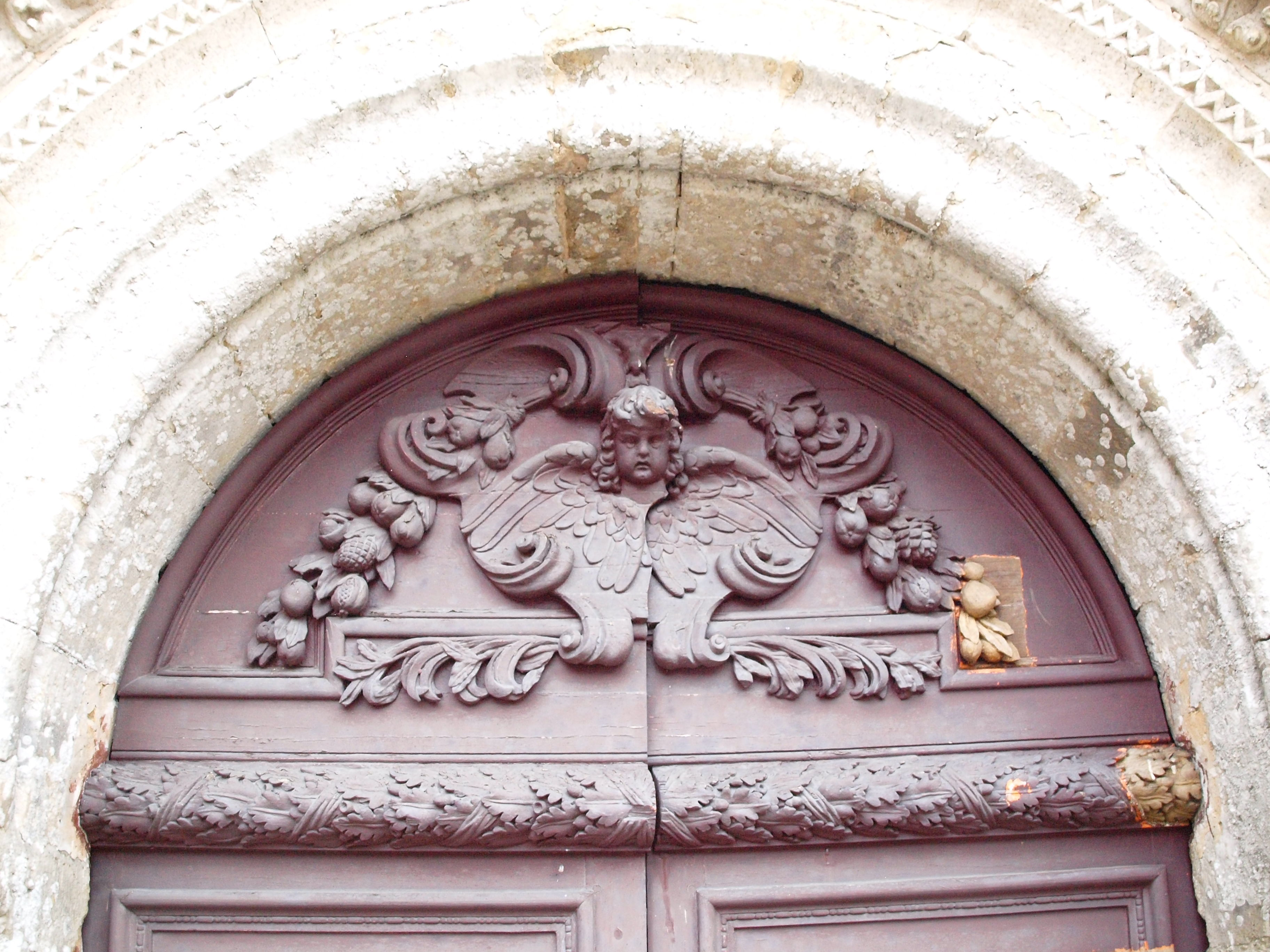
Panneau sculpté au-dessus des portes de l'église.

- La commanderie d'hospitaliers de Saint-Jean-de-Jérusalem, précédemment maison des Templiers, XIIe siècle[122].
- L'ancien presbytère datant de 1734 hébergeant aujourd'hui la mairie[123].
- Le premier presbytère, avant 1734, situé dans le passage de la Commanderie surplombant l'église. La maison possède un escalier Renaissance avec palier en forme de tribune.

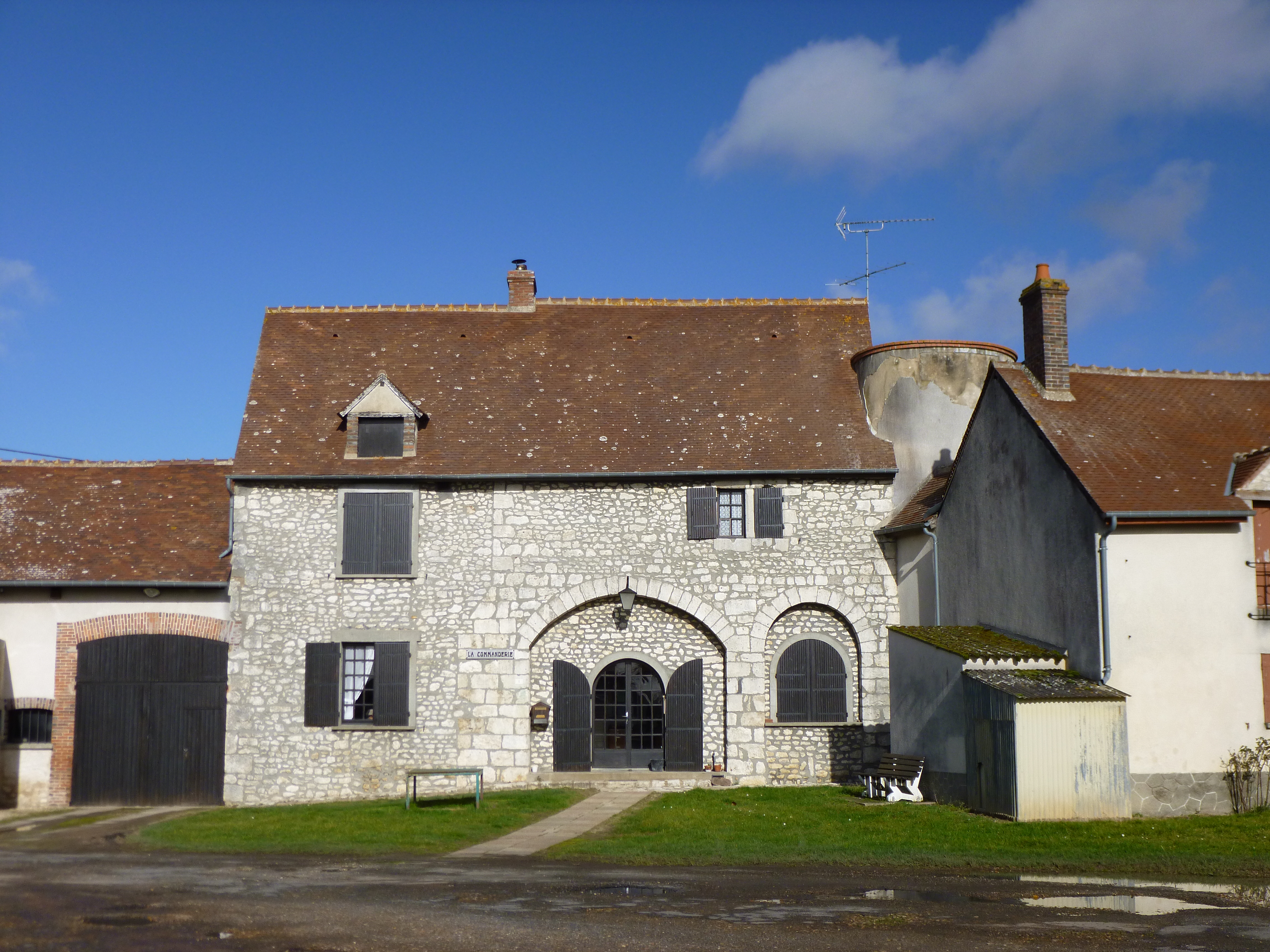
La commanderie.
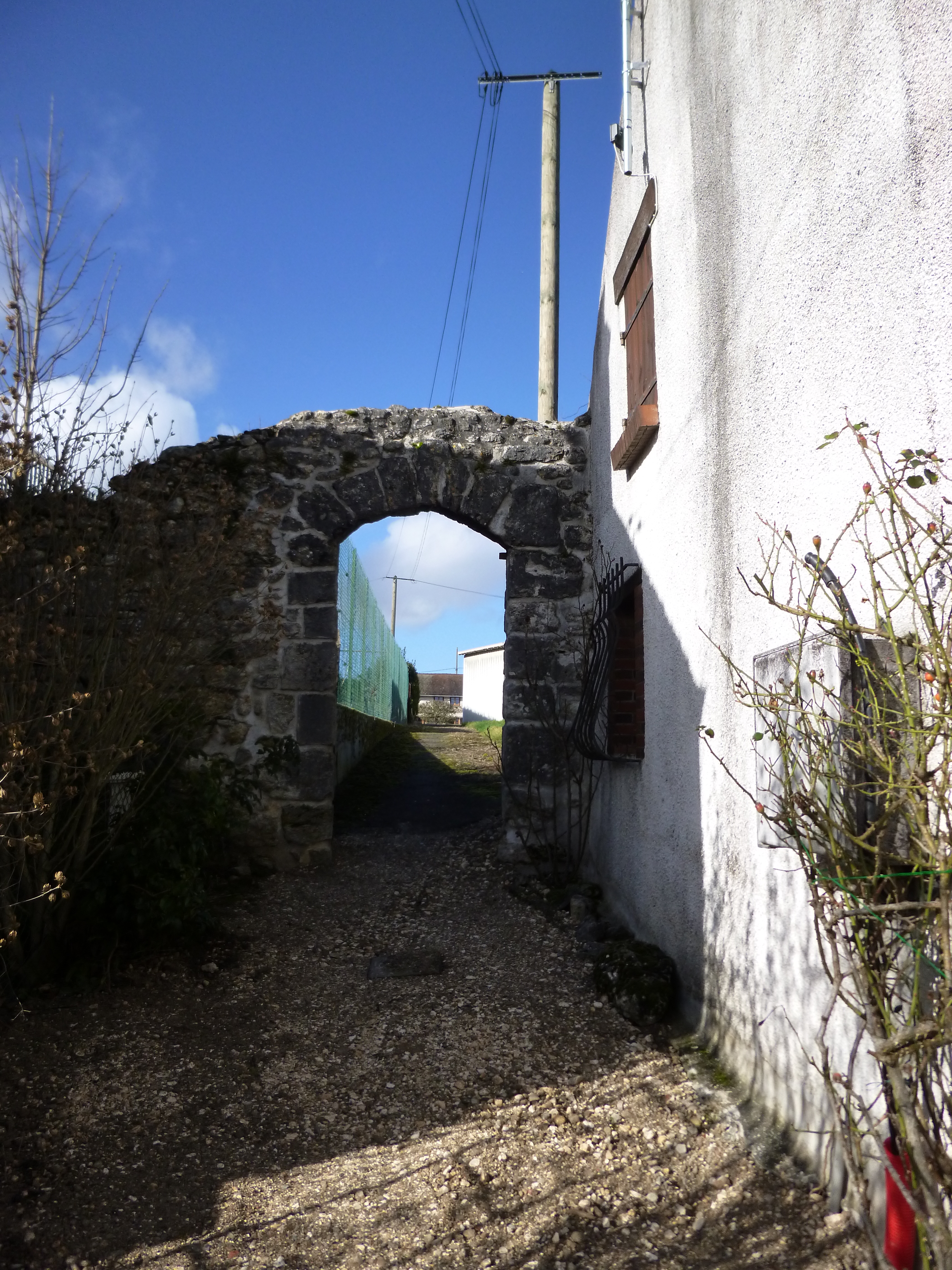
Passage de la Commanderie avec l'ancienne porte de la commanderie.
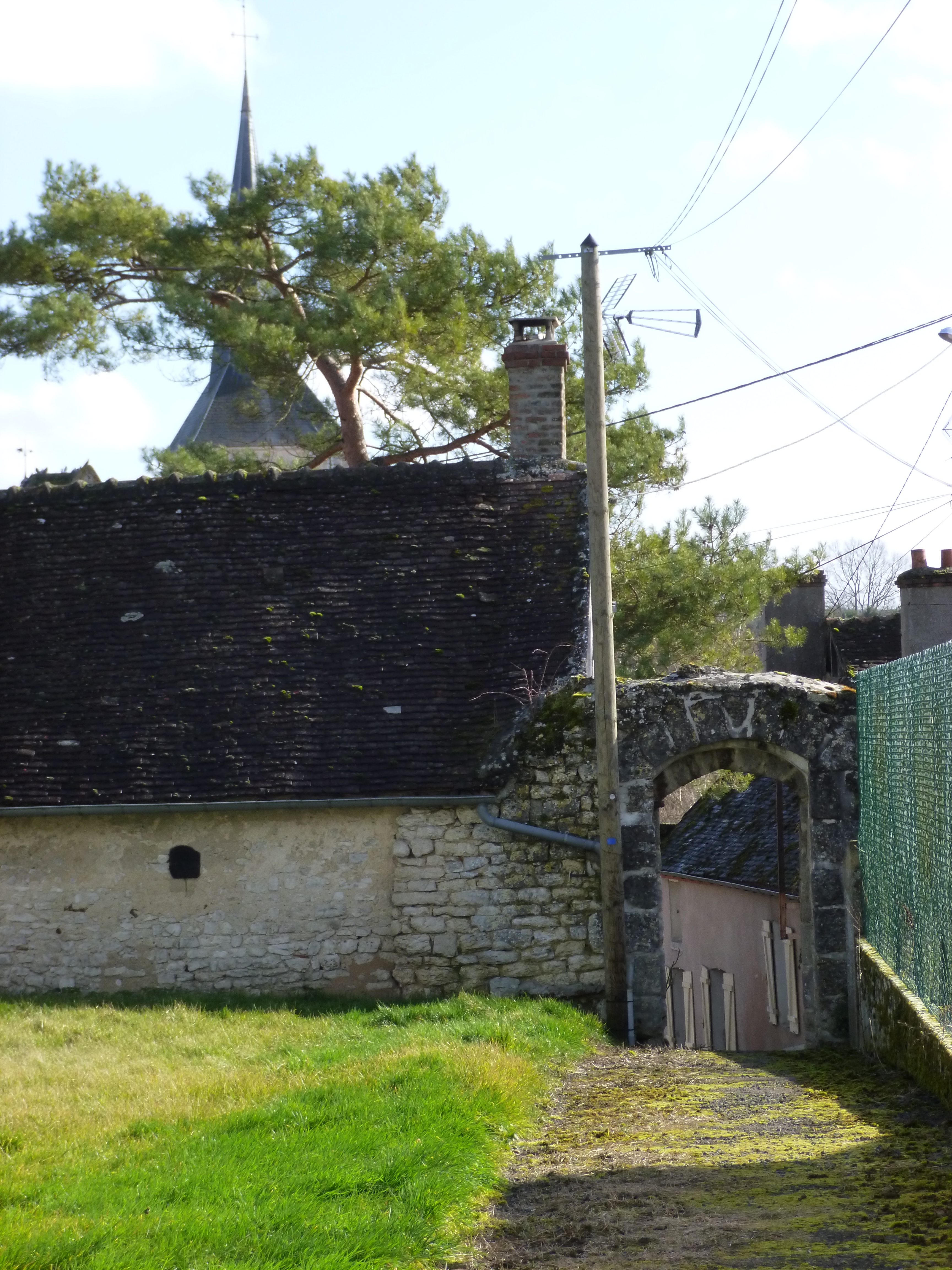
Porte de la commanderie, vue de la place de la Commanderie.
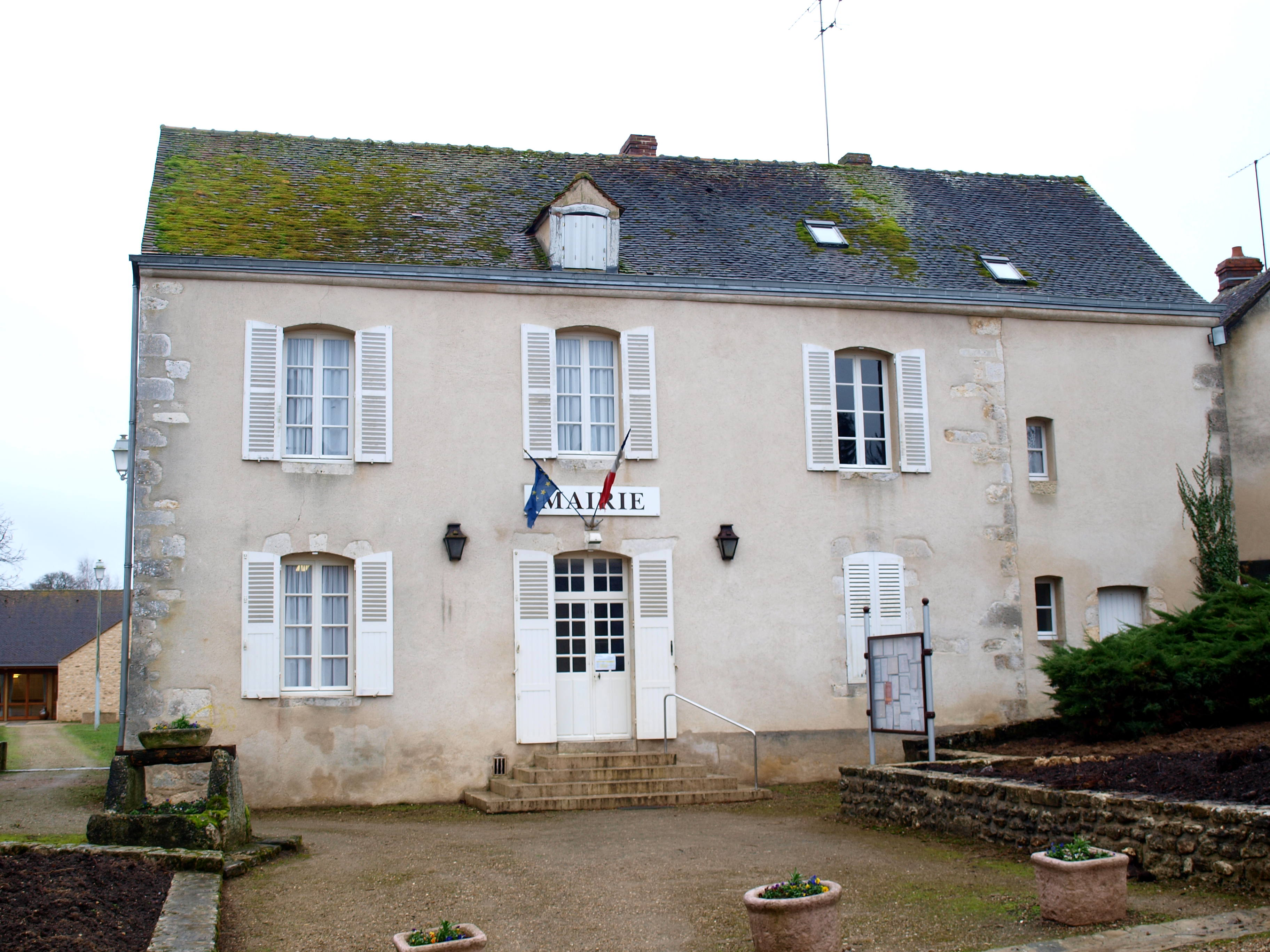
La mairie, ancien presbytère depuis 1734.
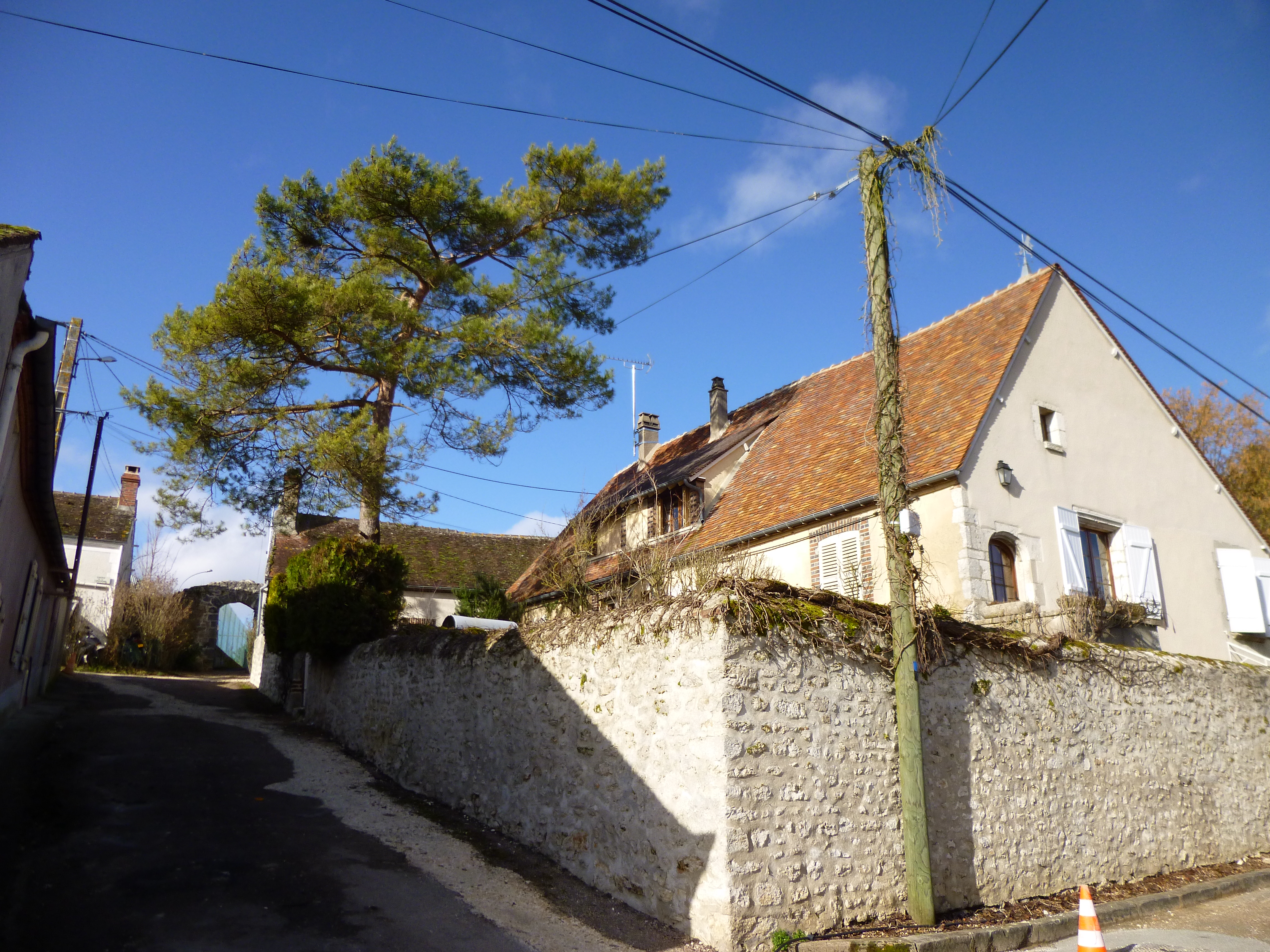
Passage de la Commanderie, le premier presbytère (avant 1734).
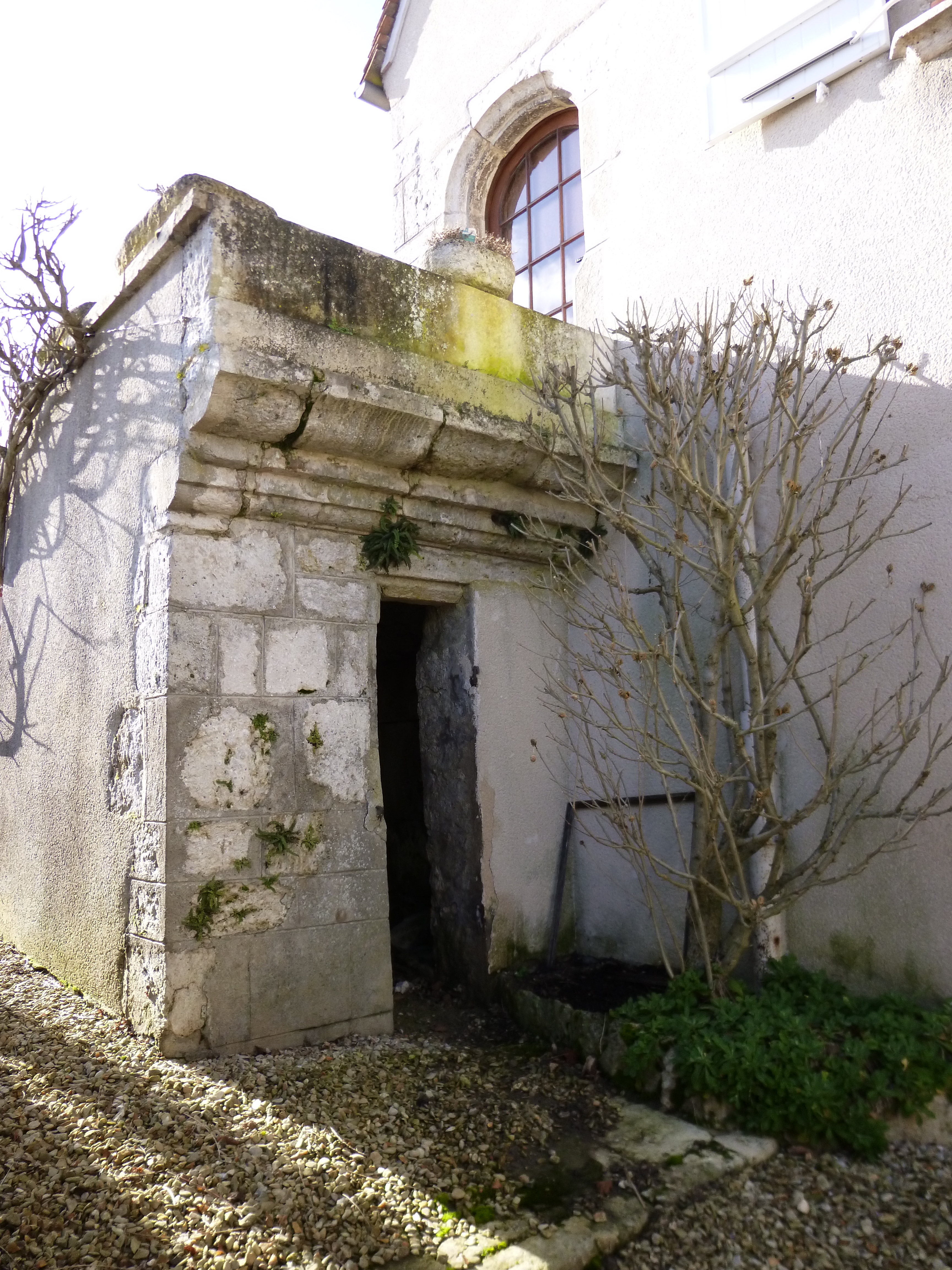
Escalier Renaissance du premier presbytère.

- Le pont de Salles sur le canal de Briare de 1878[124].
- Le site d'écluse dit de Montbouy sur le canal de Briare composé d'une écluse de type Freycinet datée de 1892, et d'une maison éclusière datée de 1894[125]. Cette écluse de 1892 est la plus haute de tout le canal de Briare, avec 7 m de hauteur. Son sas fait 38,50 m de long par 5,20 m de large[36].
- Plusieurs châteaux : de Puiseaux du XVIIIe siècle[126] ; des  Mousseaux des XVIIIe et XIXe siècles[127] ; des Giraults, ancien orphelinat, constitué aujourd'hui d'une villa néo-normande datant de 1905[128] ; de Chenevières du XVIIIe siècle[129] ; de Bennes des XVe, XVIIIe et XXe siècles[130].
- La ferme des Pertuiseaux des XVIIIe et XIXe siècles[131].
- Le moulin au lieu-dit du Moulin Noir reconverti en scierie datant des XVIIIe et XIXe siècles[132].

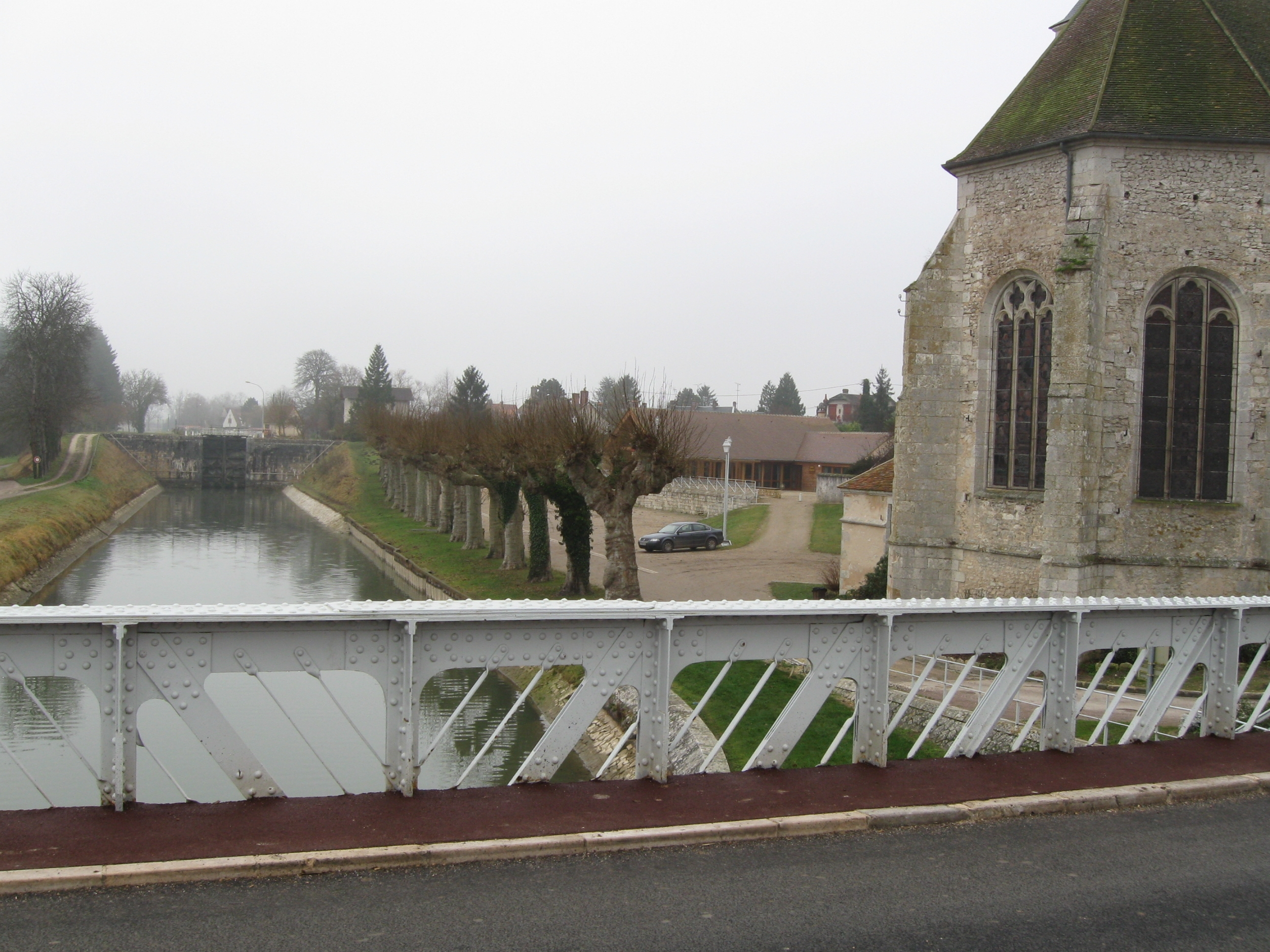
L'écluse et l'église vues du pont de Salles.
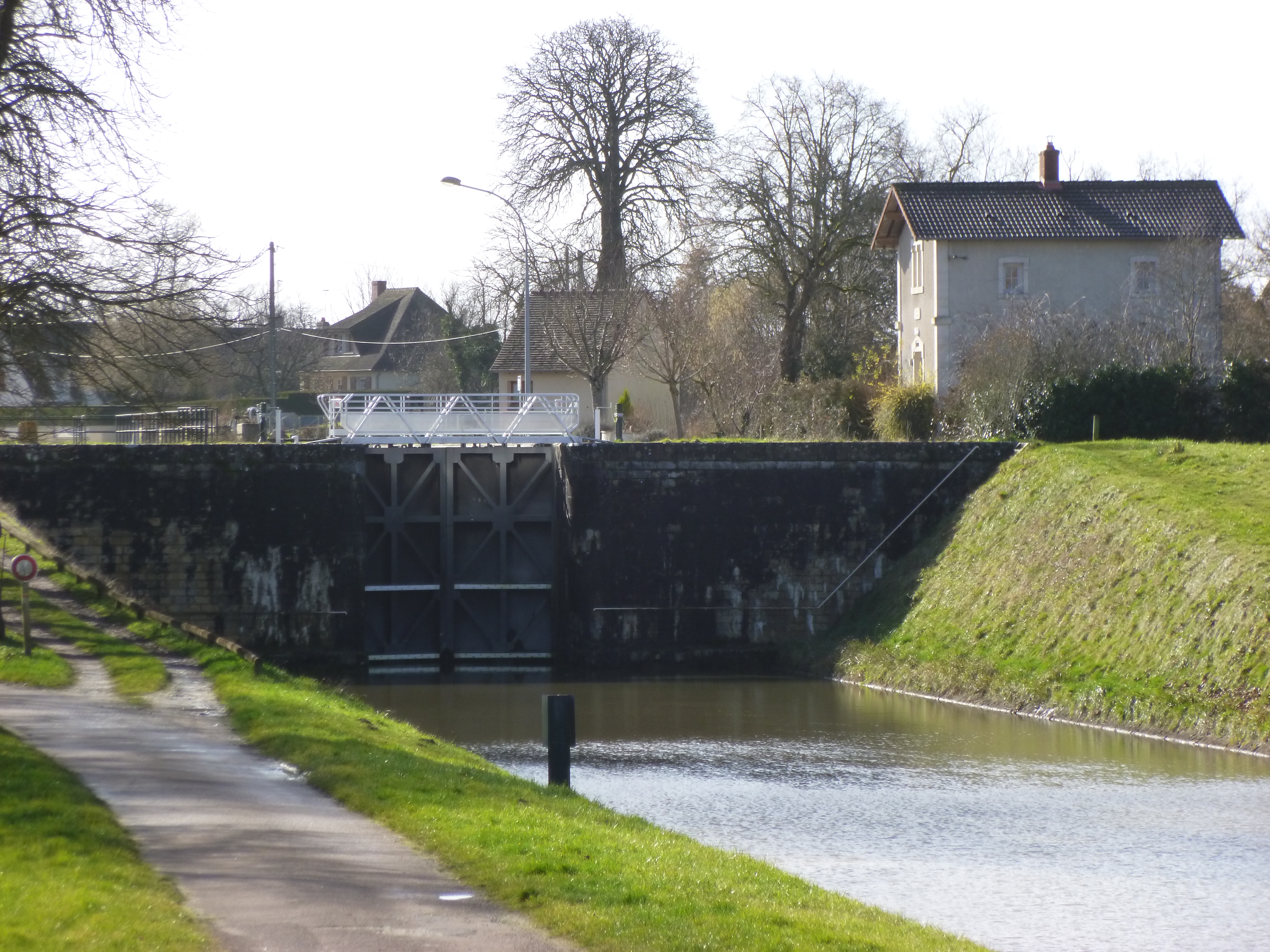
L'écluse.
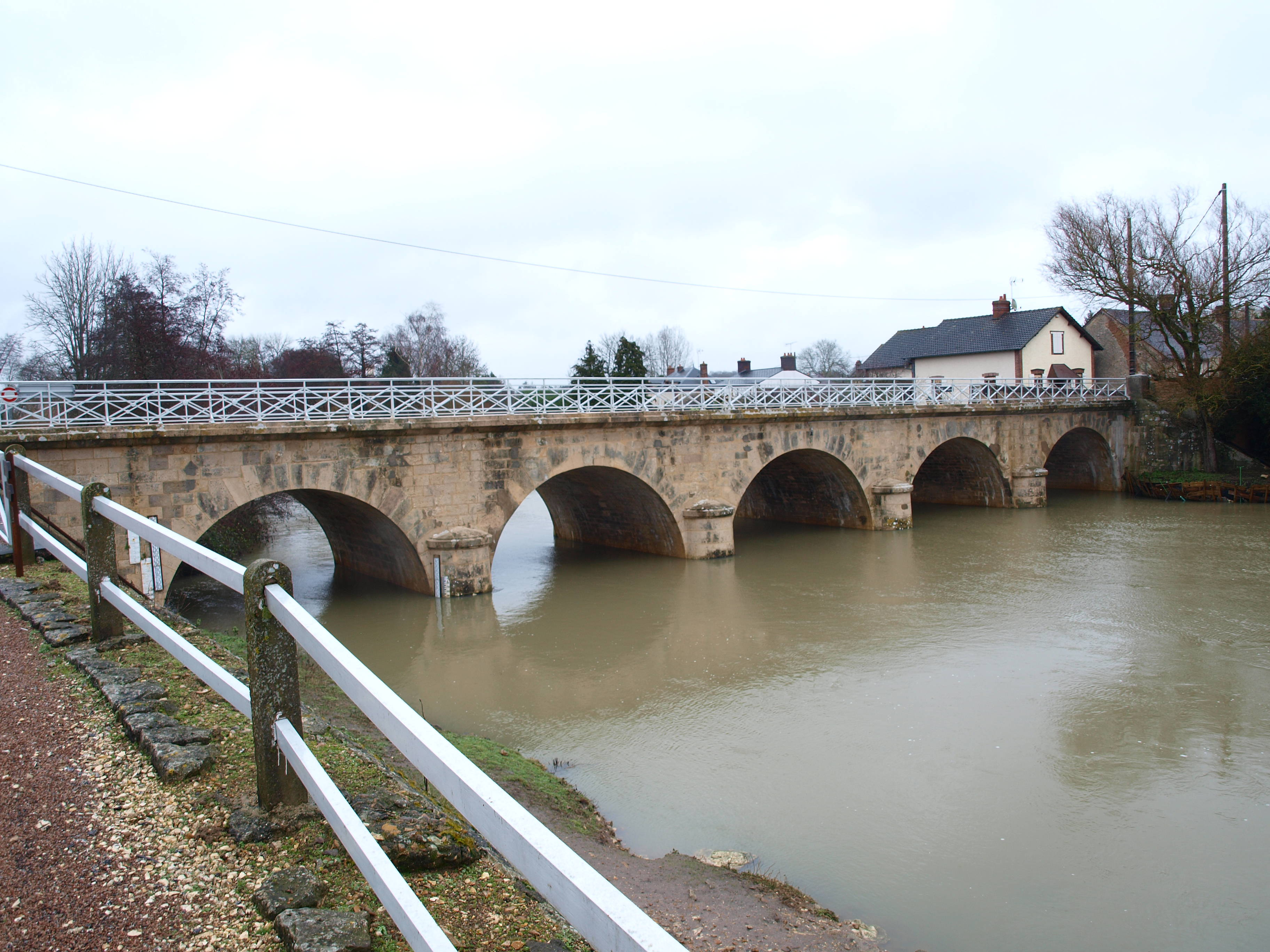
Le pont de Salles.

## Personnalités liées à la commune
Deux titulaires de l'ordre de la Légion d'honneur sont nés à Montbouy :
- Louis André Beaulieu, secrétaire et trésorier du dispensaire antituberculeux de Gien, né le 17 février 1866[133] ;
- Célestin Anatole Charles Collet, médecin, né le 3 juillet 1874[134].